# Georg IV. (Vereinigtes Königreich)

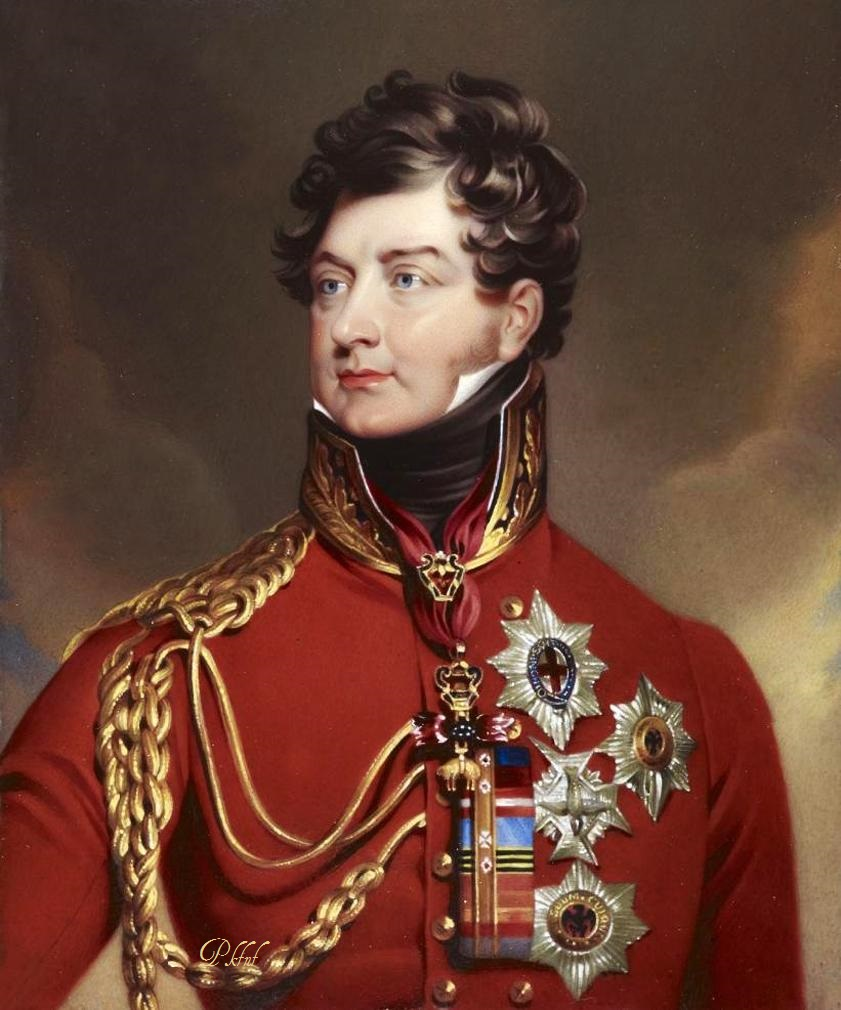
Georg IV. als Regent (1816)

Königliches Wappen Georgs IV.

Georg August Friedrich (englisch George Augustus Frederick; * 12. August 1762 im St James’s Palace; † 26. Juni 1830 im Windsor Castle) aus dem Haus Hannover war von 1820 bis zu seinem Tod als Georg IV. König des Vereinigten Königreichs Großbritannien und Irland und König von Hannover. Bereits ab 1811 übte er das Amt des Regenten aus, da sein vermutlich an Porphyrie erkrankter Vater Georg III. regierungsunfähig war. Ihm folgte sein Bruder als Wilhelm IV. auf dem Thron nach.

## Geschichtliche Einordnung
Georg IV. ist der Nachwelt unter anderem aufgrund seines ausschweifenden und extravaganten Lebensstils, des zerrütteten Verhältnisses zu seinem Vater und seiner gescheiterten Ehe mit seiner Cousine Caroline von Braunschweig in Erinnerung geblieben. Obwohl er bereits 1785 eine heimliche Ehe mit der zweimal verwitweten und katholischen Maria Fitzherbert geschlossen hatte, heiratete er Caroline von Braunschweig im Jahre 1795. Zu diesem Zeitpunkt waren seine Schulden so hoch, dass nur eine legale Eheschließung und die damit verbundene Erhöhung seiner Apanage ihn vor dem persönlichen Ruin bewahren konnten. Die Verbindung scheiterte allerdings bereits ein Jahr später. Kurz nachdem die gemeinsame Tochter Prinzessin Charlotte Augusta zur Welt gekommen war, entschied sich der damalige Prince of Wales dafür, von seiner offiziellen Ehefrau getrennt zu leben. 1820 sorgte sein Versuch, diese Ehe durch einen Parlamentsbeschluss auch offiziell aufzulösen, für großes Aufsehen. Weite Teile der Bevölkerung solidarisierten sich in dieser Auseinandersetzung mit der Königin. Wegen seiner Verschwendungs- und Spielsucht, seiner Affären sowie seiner Körperfülle – 1797 wog er 111 Kilogramm und 1824 umfasste sein Taillenumfang 124 Zentimeter – war Georg IV. ein beliebtes Angriffsziel der britischen Presse und der Karikaturisten.
Die Kunstepoche Regency steht in enger Verbindung mit Georg IV. Der Beginn dieser bis 1834 währenden Epoche wird im Allgemeinen auf den Einzug des damaligen Fürsten von Wales in seinen Sitz Carlton House datiert. Nach seiner Thronbesteigung ließ er den Buckingham Palace wesentlich erweitern und machte ihn zur königlichen Residenz. Auch weitere Londoner Sehenswürdigkeiten wie Regent Street, Regent’s Park, Trafalgar Square sowie die Neuerrichtung des Royal Pavilions in Brighton durch John Nash gehen auf die Initiative von Georg IV. zurück.

## Kindheit und Jugend

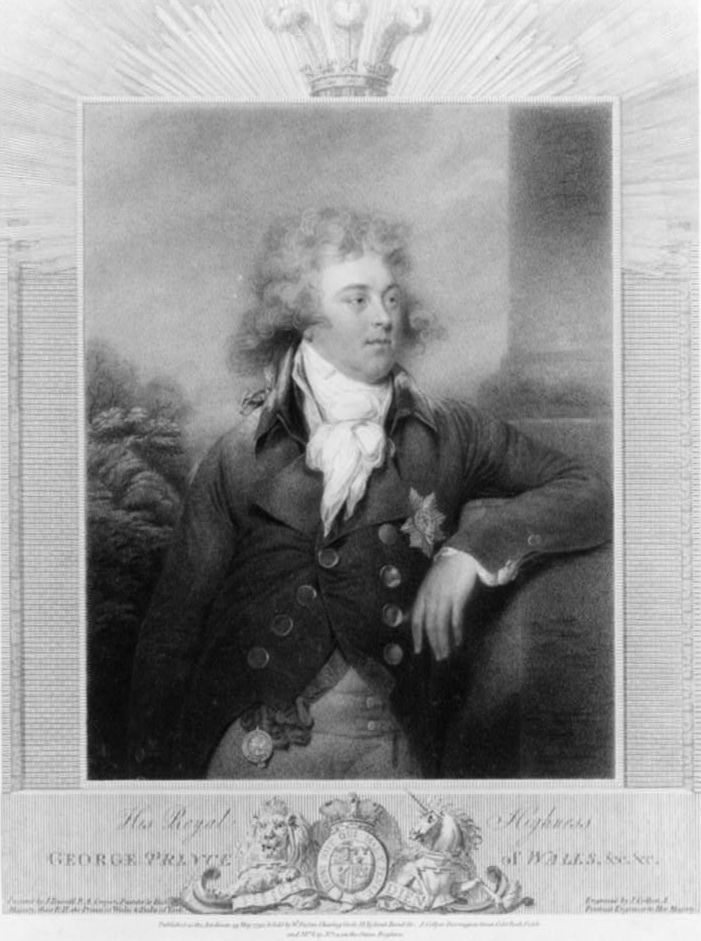
John Russell: Der Fürst von Wales (1792)

Georg wurde im St James’s Palace als ältester Sohn von König Georg III. aus dem Haus Hannover und Sophie Charlotte von Mecklenburg-Strelitz geboren. Das Ehepaar hatte innerhalb der nächsten 21 Jahre weitere sieben Söhne (von denen allerdings zwei früh verstarben) und sechs Töchter. Georg erhielt bei der Geburt die Titel Herzog von Cornwall und Herzog von Rothesay. Wenig später wurde er auch zum Fürsten von Wales ernannt. Am 8. September desselben Jahres wurde er von Thomas Secker, dem Erzbischof von Canterbury, getauft. Taufpaten waren sein Onkel Karl II., Herzog zu Mecklenburg, sein Großonkel Wilhelm August, Herzog von Cumberland und seine Großmutter Augusta von Sachsen-Gotha-Altenburg.

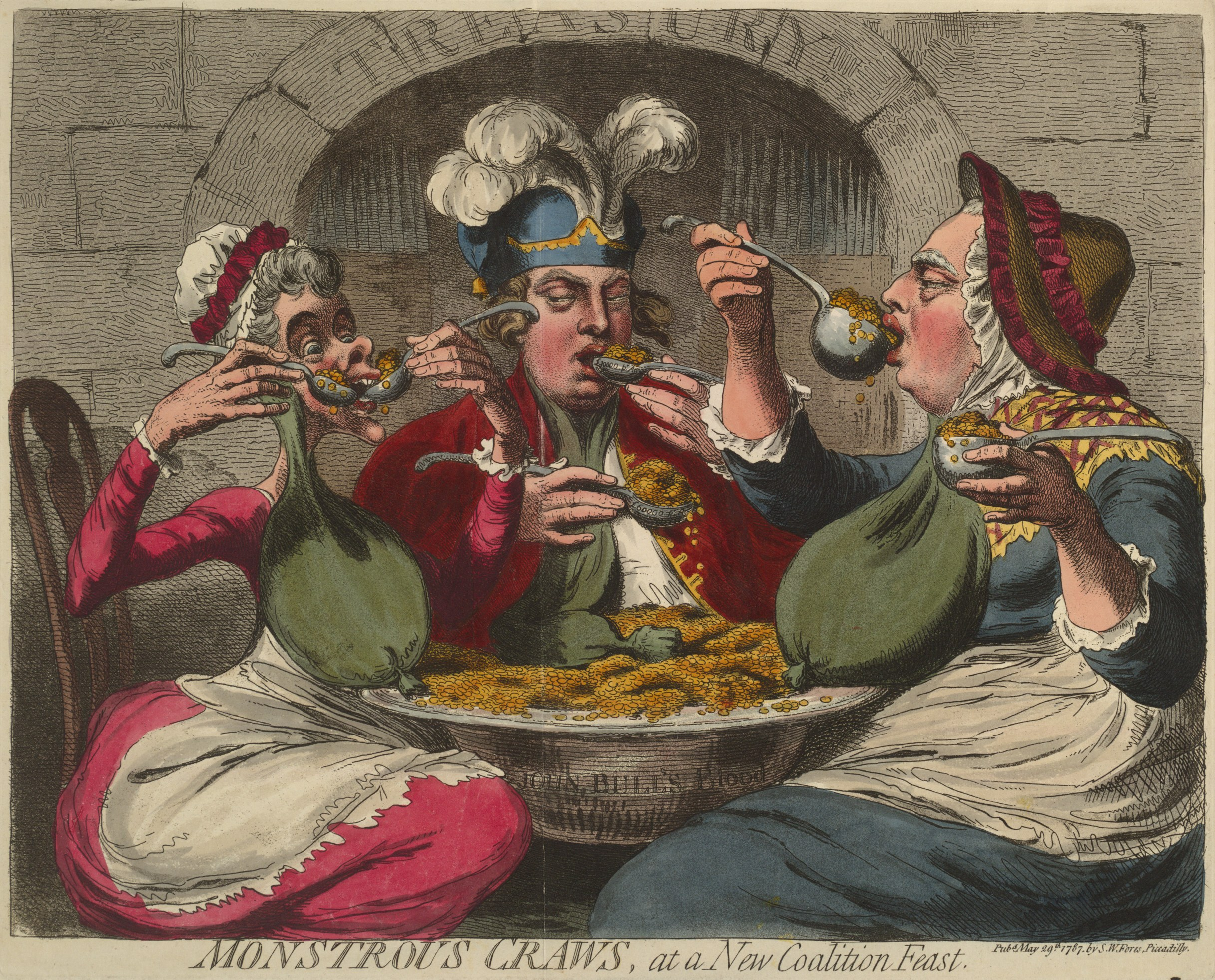
Monströse Kröpfe bei einem neuen Koalitionsmahl: Eine Karikatur aus dem Jahre 1787, die den späteren Georg IV. mit Straußenfedern geschmückt zwischen seinen Eltern zeigt.

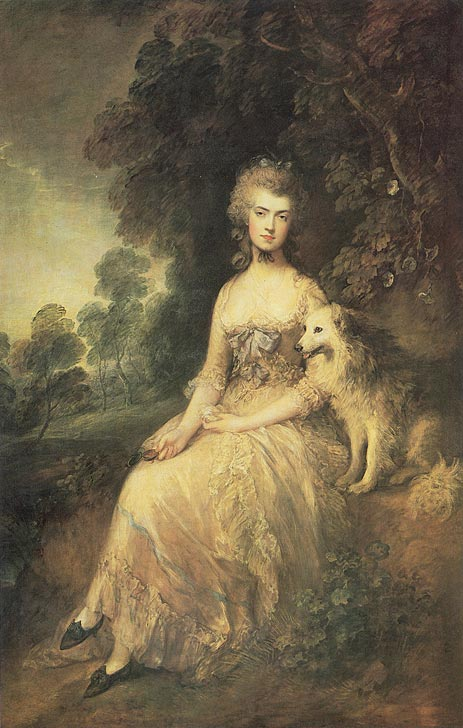
Mary Robinson, eine der ersten Geliebten des Fürsten von Wales (Thomas Gainsborough., 1781, Wallace Collection)

Die Eltern, Georg III. und seine Frau, zogen einen einfachen und bescheidenen Lebensstil dem höfischen Leben in London vor. Bevorzugter Aufenthaltsort des Ehepaares war ihr Landsitz Kew Palace, wo der König sich vor allem seinem geliebten Hobby, der Landwirtschaft, widmete, was ihm in der britischen Bevölkerung den Spitznamen Farmer George eintrug. Die Leitlinien, nach der sich die Erziehung der Kinder ausrichten sollte, legte er persönlich fest. Die Erziehung war streng und nüchtern und betonte Pflichtgefühl und Gottesfurcht.
Prinz Georg selbst war ein durchaus talentierter und intelligenter Schüler, der Französisch, Deutsch und Italienisch erlernte, Violoncello spielte und neben Unterricht in Fächern wie Recht, Geschichte, Mathematik und Religion auch Zeichenunterricht erhielt.
Georg III. rügte an seinem Thronfolger früh den leicht zu beeinflussenden Charakter und dessen Neigung zu Müßiggang. Charakteristisch ist folgender Brief Georgs III. an den damals 17-jährigen Thronfolger:

„An Sonn- und Donnerstagen kannst Du in Deinem Apartment Abendessen geben, aber häufiger kann ich mir dies nicht leisten […] Teilnahme an Bällen und Gesellschaften, die in Privathäusern stattfinden, werde ich nicht gestatten […]. Was Maskeraden betrifft, ist Dir bekannt, dass ich diese für dieses Land unpassend finde […] Sollte ich morgens ausreiten, erwarte ich von Dir, dass Du mich dabei begleitest. Ich habe keine Einwände, wenn Du an den anderen Tagen alleine ausreitest, vorausgesetzt, es ist der Übung wegen und dient nicht dazu, im Hyde Park herumzulungern […].“

Ab seinem sechzehnten Lebensjahr begann der Thronfolger zunehmend, gegen seine Eltern zu rebellieren: Er verkehrte immer häufiger in den Kreisen prominenter Whigs wie etwa Charles James Fox, die in Opposition zu der konservativen Regierung des Vaters standen. Diese Kreise förderten auch seine Spielsucht, seine Neigung zu Affären und seinen ausschweifenden Lebensstil – bereits vor seiner Volljährigkeit erregte er die Aufmerksamkeit der Londoner Gesellschaft durch eine Affäre mit der jungen Mary Robinson. Die heute vor allem als Dichterin und frühe Feministin bekannte Mary Robinson hatte damals erste Erfolge als Schauspielerin und wurde nach einer ihrer Rollen auch „Perdita“ genannt. Ihr Gegenpart in dieser Rolle war der Prinz „Florizel“. Spottverse und Karikaturen über „Perdita“ und „Florizel“ wurden noch lange nach dem Ende der Affäre im Jahre 1783 als Anspielung auf diese Affäre verstanden. Georg IV. wurde von Freunden Prinny genannt.
Für öffentliche Verärgerung sorgten vor allem die finanziellen Folgen der kurzen Affäre: Der Thronfolger hatte sich die Zuneigung der jungen Schauspielerin erkauft, indem er ihr üppige finanzielle Zuwendungen in Aussicht stellte. Diese wollte er ihr zahlen, sobald er seine Volljährigkeit erreicht habe. Mary Robinson erhielt zwar letztlich nur einen Bruchteil der ursprünglich versprochenen Apanage, bekam aber nach dem Ende der Affäre einmalig 5.000 Pfund ausgezahlt und konnte später eine jährliche Pension von 500 Pfund durchsetzen, als sie drohte, seine Liebesbriefe zu veröffentlichen. Die Höhe dieser Zahlungen war beachtlich: Ein britischer Oberstleutnant (wie Mary Robinsons späterer Liebhaber Banastre Tarleton) erhielt damals einen Jahressold von 346 Pfund und Jane Austen schrieb, ein Kurat habe mit 140 Pfund ein zwar bescheidenes, aber auskömmliches Jahreseinkommen.

## Fürst von Wales

Wappen Georgs als Fürst von Wales und Prinzregent

1783 wurde Georg volljährig. Vom britischen Parlament erhielt er einmalig 60.000 Pfund sowie eine jährliche Apanage von 50.000 Pfund gezahlt. Seine Volljährigkeit nutzte er, um sich den strikten Lebensvorgaben seiner Eltern zu entziehen und Carlton House, eine eigene Residenz im Stadtzentrum von London, zu beziehen.

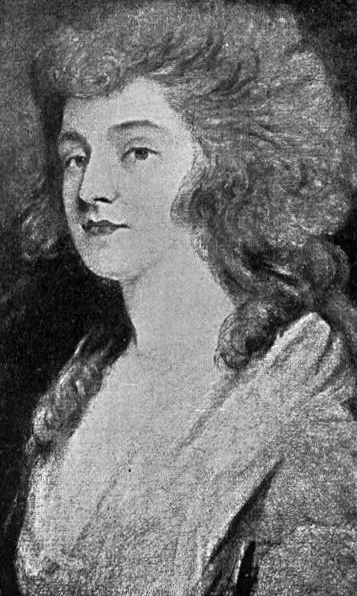
Maria Fitzherbert

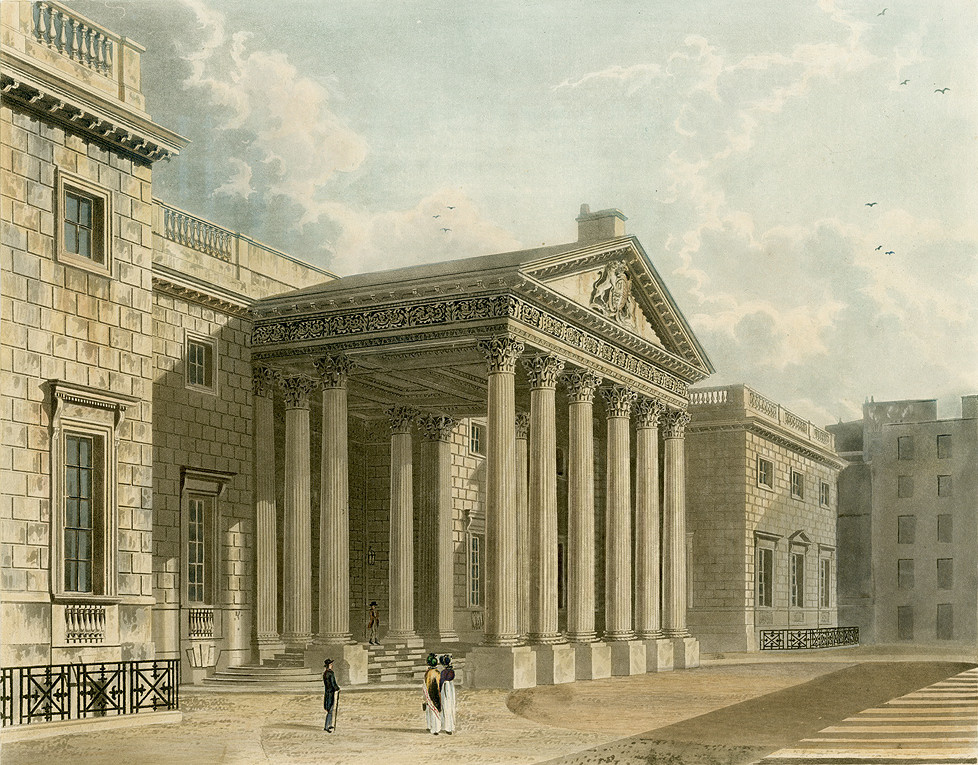
Carlton House, London

1784 verliebte er sich in Maria Fitzherbert, eine zweifach verwitwete katholische Irin. Ihr erster Ehemann Edward Weld war 1775 gestorben und ihr zweiter Ehemann Thomas Fitzherbert im Jahre 1781. Eine Heirat mit ihr war für den Thronfolger de facto ausgeschlossen, weil das die Thronfolge regelnde Gesetz vorsah, dass eine Ehe mit einem katholischen Ehepartner den Ausschluss von der Thronfolge zur Folge hätte. Ein weiteres Hindernis war das Gesetz über königliche Hochzeiten, nach dem die Heirat eines Mitglieds der Königsfamilie nur mit Zustimmung des Königs vollzogen werden konnte. Georg III. hätte der Verbindung mit Maria Fitzherbert niemals seinen Segen gegeben.
Trotzdem schloss das Paar am 15. Dezember 1785 eine heimliche Ehe. Rechtlich gesehen war die Ehe wegen der fehlenden Einwilligung des Königs ungültig. Dennoch war Maria Fitzherbert davon überzeugt, die rechtmäßige Ehefrau des Fürsten von Wales zu sein, da aus ihrer Sicht kirchliches Recht über staatlichem Recht stand. Aus politischen Gründen blieb die Verbindung geheim, und Maria sicherte zu, nichts über diese Ehe in der Öffentlichkeit verlauten zu lassen.
Durch seinen verschwenderischen Lebenswandel war Georg mittlerweile erheblich verschuldet. Sein Vater weigerte sich, für diese Schulden aufzukommen, und zwang den Prinzen damit, aus seiner Residenz Carlton House auszuziehen und im Hause von Maria Fitzherbert zu wohnen.
1787 brachten politische Verbündete des Thronfolgers im Unterhaus den Gesetzesvorschlag ein, mit einer finanziellen Zuwendung durch das Parlament die Schulden des Prinzen zu tilgen. Zu diesem Zeitpunkt kursierten bereits Gerüchte, dass die Beziehung mit Maria Fitzherbert mehr als eine Affäre sei. Die Aufdeckung der illegalen Ehe hätte jedoch einen Skandal verursacht, eine Tilgung der prinzlichen Schulden durch das Parlament vereitelt und möglicherweise zu einem Ausschluss des Fürsten von Wales von der Thronfolge geführt. Mit Billigung des Prinzen bezeichnete Charles James Fox, der Anführer der Whigs, daher vor dem Parlament die kursierenden Gerüchte über eine bestehende Ehe mit Maria Fitzherbert als bösartige Verleumdung.
Maria Fitzherbert war so aufgebracht über diese strikte öffentliche Leugnung der Ehe, dass sie erwog, die Beziehung mit dem Prinzen zu beenden. Georg bat daraufhin einen anderen Whig, Richard Brinsley Sheridan, die mit Vehemenz vorgebrachte Erklärung von Fox mit zurückhaltenderen Worten neu zu formulieren. Das Parlament war durch die Erklärung zumindest so weit zufriedengestellt, dass es dem Prinzen zur Tilgung seiner Schulden eine Finanzhilfe von 161.000 Pfund gewährte und weitere 20.000 Pfund zugestand, um Carlton House angemessen einzurichten. Gleichzeitig wurden die jährlichen Zuwendungen um 10.000 Pfund erhöht.

## Regentschaftskrise von 1788

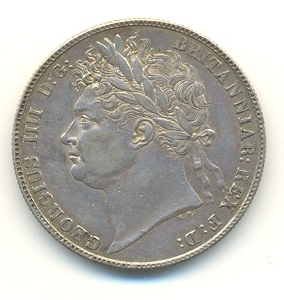
Half-Crown-Münze von 1821. Die Inschrift lautet GEORGIUS IIII D[ei] G[ratia] BRITANNIAR[um] REX F[idei] D[efensor] (Georg IV., durch die Gnade Gottes König der Britannier, Verteidiger des Glaubens). Georg IV. war der letzte britische Monarch, der auf Münzen im römischen Stil mit einem Lorbeerzweig abgebildet wurde.

Es ist heute weitgehend Konsens, dass Georg III. an der Stoffwechselkrankheit Porphyrie erkrankt war. Diese Erbkrankheit geht mit verschiedenen Symptomen einher und verläuft häufig in Schüben. Geistige Verwirrtheit ist eine der möglichen Ausprägungen dieser Krankheit. Da das britische Regierungssystem nach wie vor auf den König zugeschnitten war, ging seine erste schwere Erkrankung mit einer schweren Regierungskrise einher.
Georg III. litt während des ganzen Sommers 1788 immer wieder an geistiger Verwirrtheit, war jedoch in der Lage, die Vertagung der Parlamentseröffnung vom 25. September auf den 20. November zu veranlassen. Während dieser Sessionspause verschlechterte sich der Zustand des Königs jedoch zunehmend weiter. Als das Parlament im November wieder zusammentreten sollte, war der König nicht mehr in der Lage, die zu Beginn einer Parlamentsperiode obligatorische Thronrede zu halten. Damit war eine Eröffnung der Parlamentsperiode eigentlich ausgeschlossen. Das Parlament entschied letztlich, sich über diese Regelung hinwegzusetzen, und begann die Einsetzung einer Regentschaft zu debattieren.
Regierungspartei und Opposition waren sich durchaus einig, dass der Prince of Wales die Regentschaft übernehmen solle. Da die beiden Parteien jedoch ein unterschiedliches Verständnis der Rollen von Parlament und Monarchie hatten, bestand keine Einigkeit darüber, auf welcher Basis die Regentschaft einzuleiten sei. Für die regierende Partei der Tories ging eine Regentschaft des Prince of Wales außerdem mit dem Risiko einher, ihren Einfluss zu verlieren.
Oppositionsführer Charles James Fox war der Ansicht, es sei auf jeden Fall das Recht des Thronfolgers, im Namen seines kranken Vaters zu regieren. Premierminister William Pitt argumentierte, sofern nicht der Monarch selbst Regelungen für seine Vertretung getroffen habe, sei es allein die Aufgabe des Parlaments, einen Regenten zu nominieren. Er ging sogar noch weiter und hielt fest, dass ohne die Zustimmung des Parlaments „der Prince of Wales ebenso wenig berechtigt sei, Staatsoberhaupt zu werden, wie jeder andere Bürger des Staates“. Der Prince of Wales unterstützte Fox’ Ansichten nicht gänzlich, obwohl er sich von Pitts Äußerungen gekränkt fühlte. Georgs jüngerer Bruder Frederick Augustus, Duke of York and Albany erklärte, der Prince of Wales würde keinen Versuch unternehmen, ohne vorherige Zustimmung des Parlaments die Macht zu übernehmen, und verurteilte Pitts Vorschlag als „verfassungswidrig und illegal“. Nach Pitts Vorschlägen sollte der Befugnisbereich des zukünftigen Regenten erheblich eingeschränkt werden. So sollte der Prince of Wales in seiner Funktion als Regent weder Besitz des Königs verkaufen noch jemandem einen Peer-Titel verleihen können. Ausgenommen von dieser letzten Regelung waren lediglich Kinder des Königs. Prinz Georg verurteilte Pitts Vorschlag und nannte diesen ein „Projekt zur Schaffung von Schwäche, Durcheinander und Unsicherheit in jedem Bereich der Staatsführung“, Pitt konnte sich aber letztlich durchsetzen.

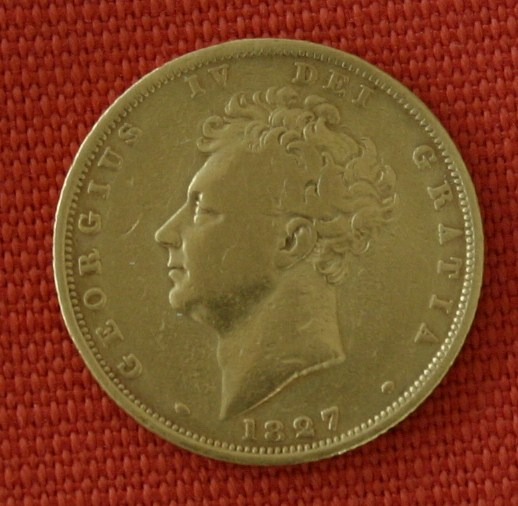
Sovereign (1 Pfund) Goldmünze von 1827, hier wurde nun der Vierte nicht mehr wie oben als IIII, sondern wie üblich als IV geprägt

Die Einsetzung eines Regenten zögerte sich jedoch noch weiter hinaus, da bereits das Recht des Parlaments, ohne die formelle Eröffnung durch den König zusammenzutreten, in Frage gestellt wurde. William Pitt schlug einen juristischen Kunstgriff vor: Der Monarch konnte durch das Anbringen des Großen Reichssiegels auf einem Erlass zahlreiche seiner Herrschaftsrechte an einen Lordkommissar übertragen. Nun sollte der Lordkanzler, der Verwahrer des Großen Reichssiegels, das Siegel ohne Zustimmung des Monarchen selbst anbringen. Zwar war die Handlung an sich unrechtmäßig und wurde von Persönlichkeiten wie Edmund Burke scharf kritisiert, der Erlass war jedoch wegen des angebrachten Siegels gültig.
Im Februar 1789 wurde die Regency Bill vom House of Commons angenommen, die den Prince of Wales ermächtigte, als Prinzregent zu herrschen. Doch bevor das House of Lords das Gesetz ebenfalls verabschieden konnte, hatte sich Georg III. wieder von seiner Krankheit erholt. Der König erkannte nachträglich die Rechtmäßigkeit des Vorgehens an und übernahm wieder vollständig die Amtsgeschäfte.

## Heirat mit Caroline von Braunschweig

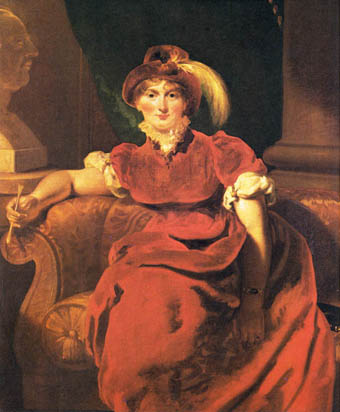
Caroline von Braunschweig, Gemälde von Thomas Lawrence (1804)

Trotz der Sonderzahlungen des Parlaments waren die Schulden des Prince of Wales 1794 auf über eine halbe Million Pfund angewachsen. Sollte er heiraten, würden seine Schulden beglichen und gleichzeitig seine Apanage auf 100.000 Pfund erhöht werden. Als zukünftige Ehefrau wurde seine Cousine Caroline von Braunschweig-Wolfenbüttel ausgewählt. Ihr Vater Karl Wilhelm Ferdinand von Braunschweig-Wolfenbüttel, ein Lieblingsneffe Friedrichs des Großen, hatte sich als Feldherr im Siebenjährigen Krieg ausgezeichnet. Carolines Mutter war eine Schwester Georgs III. Wenn das Fürstentum Braunschweig auch nicht groß war, war es doch mit Preußen alliiert, das sich ähnlich wie das Vereinigte Königreich der Armee der Republik Frankreich entgegenstellte.
Am 8. April 1795 fand die Trauung im St James’s Palace statt. Das Brautpaar war sich erst drei Tage zuvor das erste Mal begegnet und hatte sofort Antipathie gegeneinander entwickelt. Prinz Georg ließ seine Braut kurz nach der Begrüßung einfach stehen und verlangte nach einem Brandy. Caroline von Braunschweig wiederum gestand Lord Malmesbury, der sie auf ihrer Reise von Braunschweig nach Großbritannien begleitet hatte, dass sie ihren beleibten zukünftigen Ehegatten in persona weit weniger gut aussehend empfinde als sein Porträt. Schon während der Hochzeit war Georg schwer betrunken und beide Eheleute waren sich von Anfang an abgeneigt. Die Hochzeitsnacht verbrachte Georg laut Angaben seiner Gemahlin im Vollrausch unter dem Kamingitter. Die Ehe erwies sich entsprechend von Beginn an als Fiasko. Georg empfand Caroline von Braunschweig als unattraktiv und unpassend in ihrem wenig zurückhaltenden und häufig taktlosen Verhalten. In einem Brief, den er ein Jahr später an Lord Malmesbury richtete, vermutete er nicht nur, dass sie in der Hochzeitsnacht keine Jungfrau mehr gewesen war, sondern merkte auch an, wie abstoßend er ihren Mangel an körperlicher Hygiene empfand. Er hielt auch fest, dass er lediglich dreimal Geschlechtsverkehr mit seiner Ehefrau gehabt habe.
Am 7. Januar 1796, fast genau neun Monate nach der Hochzeit, kam Georgs einziges legitimes Kind, die Prinzessin Charlotte Augusta, zur Welt. Während der Schwangerschaft hatte das Ehepaar einander noch toleriert. Nur wenige Monate nach der Geburt erwog Prinz Georg bereits die Trennung von seiner Frau und stellte sogar in Frage, ob er tatsächlich der Vater seiner Tochter sei. Die Antipathie gegenüber seiner Frau war für die Parteigänger des Prinzen Anlass genug, Caroline von Braunschweig am Hof weitgehend zu schneiden. Weite Teile der britischen Presse dagegen ergriffen die Partei der Prinzessin, insbesondere nachdem bekannt wurde, dass Lady Frances Villiers – offiziell eine der Hofdamen der Prinzessin und zu diesem Zeitpunkt Geliebte des Fürsten von Wales – Briefe der Caroline von Braunschweig an sich genommen und deren Inhalt am Hofe verbreitet hatte. Auf Sympathie stieß Caroline von Braunschweig auch bei der britischen Bevölkerung. Opernbesuche gehörten zu den wenigen Gelegenheiten, bei denen die Fürstin von Wales öffentlich in Erscheinung trat. Das Publikum begrüßte sie dabei regelmäßig mit Ovationen, nicht zuletzt angefeuert durch Pressekommentare wie die des Morning Herald: „[…] das Land kennt ihren Wert, nimmt Teil an ihren Schwierigkeiten und bedauert, was man ihr antut.“ Die Meinung seiner Gattin über ihn war entsprechend schlecht: „Mon père etait un héros, mon mari est un zéro.“ (Mein Vater war ein Held, mein Mann ist eine Null).
Trotz der Versöhnungsversuche durch Georg III., der von seinem Thronfolger ein beispielgebendes Eheleben erwartete, trennte sich das Paar 1797. Bereits im Frühjahr 1796 hatte Georg seiner Ehefrau schriftlich seine Trennungsabsichten mitgeteilt und festgehalten, dass er auf die Ausübung seiner ehelichen Rechte auch dann verzichten würde, sollte seiner Tochter, der zukünftigen Thronerbin, etwas zustoßen. Caroline von Braunschweig ließ sich auf dem kleinen Landsitz Montague House im Londoner Vorort Blackheath nieder. Ihre Tochter lebte unweit von ihr unter der Aufsicht einer Gouvernante, was Caroline von Braunschweig ermöglichte, sie regelmäßig zu sehen.
1796 wurden die finanziellen Probleme des Prince of Wales wenigstens temporär durch das Parlament gelöst. Zwar weigerte sich das Parlament, die gesamten Schulden von mittlerweile mehr als 600.000 Pfund zu begleichen, gewährte dem Prince of Wales jedoch einen zusätzlichen jährlichen Beitrag von 65.000 Pfund. 1803 kamen weitere 60.000 Pfund hinzu und die Schuldenlast, die der Prince of Wales bis 1795 angehäuft hatte, war 1806 abbezahlt. Die Schulden, die er nach 1795 eingegangen war, bestanden jedoch fort.

## „Delicate Investigation“

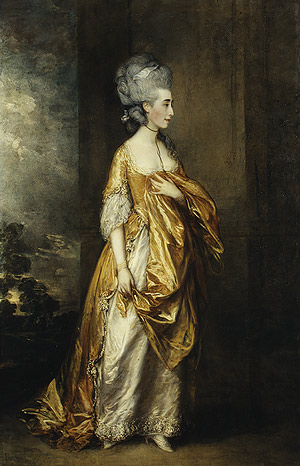
Grace Elliott, eine der Geliebten des Prince of Wales, Gemälde von Thomas Gainsborough, 1778

Kurz nach der Geburt seiner Tochter Charlotte setzte der Prince of Wales ein Testament auf, das deutlich machte, dass er sich nach wie vor Maria Fitzherbert verbunden fühlte. Sie sollte seine Haupterbin sein, während die ihm offiziell angetraute Caroline von Braunschweig nur einen Shilling erben sollte. Trotz dieser Verbundenheit zu Maria Fitzherbert hatte der Prince of Wales eine Reihe zum Teil lang währender Affären. Neben Lady Frances Jersey, die er zunächst als Hofdame seiner offiziellen Ehefrau einsetzte, zählten die bekannte Kurtisane Grace Elliott und die russische Adelige Olga Scherebzowa zu seinen Geliebten. Unter seinen späteren Mätressen finden sich Isabella Seymour-Conway, Marchioness of Hertford und während der letzten zehn Jahre seines Lebens Elizabeth Conyngham, Marchioness Conyngham.
Die sexuellen Freiheiten, die der Prince of Wales für sich selbst herausnahm, ließ er für Caroline von Braunschweig nicht gelten. Auf ihrem kleinen Landsitz führte diese ein von höfischen Zwängen freies und nach den Maßstäben ihrer Zeit unkonventionelles Leben. Ihre Abendgesellschaften dauerten häufig bis in die frühen Morgenstunden. Anstoß erregte sie, weil sie sich mitunter über Stunden nur einem ihrer Gäste widmete, häufig offen mit einem ihrer männlichen Besucher flirtete oder Gäste auch dann empfing, wenn sie mit ihrer zu Besuch weilenden Tochter auf dem Boden spielte. Zu ihren Gästen zählten Angehörige unterschiedlicher sozialer Schichten. Eine Reihe einflussreicher Politiker und Persönlichkeiten des Hofes legte durchaus Wert darauf, Kontakt mit ihr zu halten, da sie als Mutter der zukünftigen Thronerbin möglicherweise eines Tages erheblichen politischen Einfluss haben würde.
Zu den Charaktereigenschaften der Caroline von Braunschweig zählte eine große Zuneigung zu Kindern. Acht oder neun verwaiste Kinder ließ sie auf ihre Kosten in Pflegefamilien großziehen und kümmerte sich persönlich um deren Erziehung. Im November 1802 adoptierte sie schließlich den zu dem Zeitpunkt drei Monate alten Säugling William Austin. Seine Eltern waren einfache Arbeiter und hatten sich an die für ihre Wohltätigkeit bekannte Fürstin von Wales gewandt, weil ihr Einkommen kaum ausreichte, um ihre bereits vorhandenen Kinder großzuziehen. Anders als bei den übrigen Pfleglingen wurde William Austin direkt im Montague House untergebracht und von der Fürstin persönlich umsorgt. Das plötzliche Vorhandensein eines Säuglings im Hause der Fürstin ließ Gerüchte entstehen, sie sei selbst die Mutter. Auf Drängen des Prince of Wales stimmte König Georg III. 1806 schließlich der Einsetzung einer heimlichen vierköpfigen Untersuchungskommission zu, die die Lebensführung Caroline von Braunschweigs überprüfen sollte und die als „Delicate Investigation“ bezeichnet wird. Die Besetzung der Kommission war hochrangig; ihr gehörte unter anderem der Premierminister an. Durch englisches Recht war diese Kommission, die weder die Beschuldigte anhörte noch ihr Möglichkeiten des Widerspruches einräumte, jedoch nicht gedeckt. Die Kommission musste Caroline von Braunschweig schließlich von der Anschuldigung freisprechen, ein außereheliches Kind geboren zu haben, kritisierte aber ihre Lebensführung. Obwohl keine Details der Untersuchung bekannt wurden, sickerte zumindest das Untersuchungsergebnis an die britische Presse durch. Diese ergriff zu großen Teilen erneut die Partei der Fürstin.

## Regentschaft

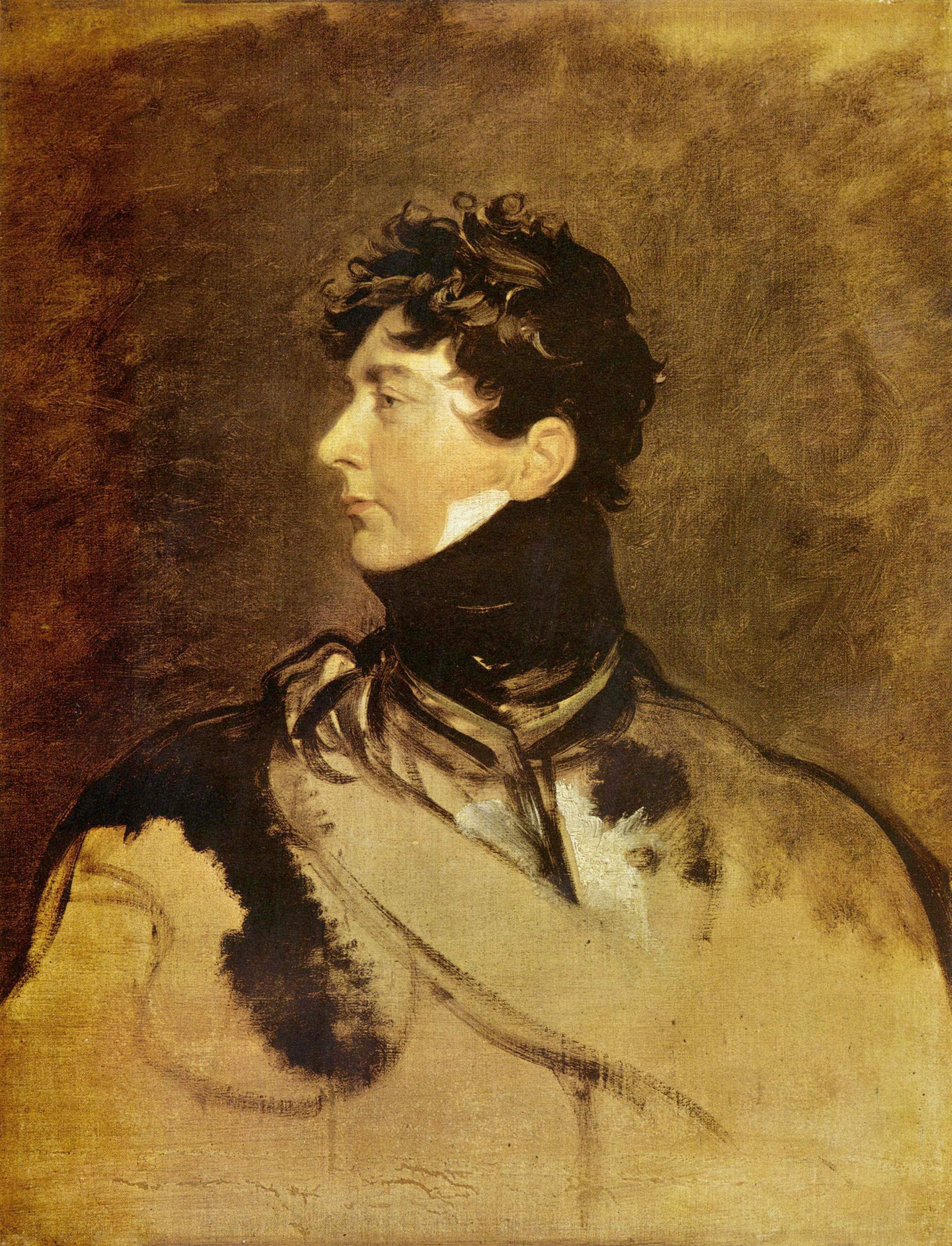
Georg IV. als Prinzregent, 1815, Gemälde von Thomas Lawrence

Nach der Regentschaftskrise 1788/1789 hatte sich der Gesundheitszustand von Georg III. so weit stabilisiert, dass er seinen Regierungsgeschäften über die nächsten zwei Jahrzehnte nachgehen konnte. Erst im Oktober 1810, kurz nach dem fünfzigjährigen Jubiläum seiner Thronbesteigung, brach die Krankheit erneut ernsthaft aus. Einer seiner Ärzte verglich den geistigen Zustand von Georg III. mit dem eines im Delirium Befindlichen. Georg III. verbrachte den Rest seines Lebens in geistiger Umnachtung auf Windsor Castle.
Das Parlament entschloss sich, ähnlich wie im Jahre 1788 zu verfahren. Ohne das Einverständnis des Königs versah der Lordkanzler einen Erlass mit dem Großen Reichssiegel, mit dem Lordkommissare ernannt wurden. Diese gaben dann im Namen des Königs ihre Zustimmung zum Regency Act 1811. Das Parlament beschnitt zwar einige der Rechte des Prinzregenten. Diese Beschränkungen endeten jedoch ein Jahr nach Inkrafttreten des Gesetzes.

### Wirtschaftliches und innenpolitisches Umfeld
Das wirtschaftliche und politische Umfeld der Regentschaftszeit des Prince of Wales war schwierig. Großbritannien hatte in den anderthalb Jahrzehnten seit 1795 Wirtschaftskrisen und mehrere Missernten durchlebt. Das Lohnniveau eines einfachen Arbeiters war so niedrig, dass es nicht ausreichte, den Lebensunterhalt einer Familie zu sichern. Arbeiterfamilien waren deshalb darauf angewiesen, dass auch Frau und Kinder arbeiteten. Erst 1819 untersagten entsprechende Gesetze, dass Kinder unter neun Jahren als Arbeitskräfte beschäftigt wurden. Die Angehörigen traditioneller Handwerke suchten ihre Erwerbsmöglichkeiten zu schützen, und von 1811 bis 1816 kam es immer wieder zu organisierten Zerstörungen von Maschinen und Fabriken. Den größten Streik organisierten im Jahre 1813 die Weber, als sich die Abschaffung der traditionellen siebenjährigen Lehrzeit abzeichnete. Im „Jahr ohne Sommer“ 1816 kam es erneut zu einer Missernte und anschließender Hungersnot, die diesmal dadurch noch verschärft wurde, dass in weiten Teilen Europas die Ernten ebenfalls schlecht waren, was die Möglichkeiten des Imports von Nahrungsmitteln erschwerte bzw. verteuerte.
Diese Krise wurde erheblich verschärft, da nach dem Ende der Napoleonischen Kriege die Rüstungsproduktion und damit auch die Eisenverhüttung, der Schiffbau und die Kohleförderung erheblich zurückgingen. Gleichzeitig wurden mehr als 300.000 britische Soldaten aus dem aktiven Dienst entlassen und suchten nun nach Arbeit. Politisch waren seit 1795 als Reaktion auf die Französische Revolution und eine zunehmende Radikalisierung innerhalb der britischen Bevölkerung eine Reihe von Bürgerrechten eingeschränkt worden: Bereits bloße Reden gegen den König oder die Verfassung konnten als Hochverrat bestraft werden und Versammlungen von mehr als 50 Personen waren untersagt, wenn sie nicht vorher behördlich genehmigt wurden. Trotzdem florierten in dieser Zeit radikale Propagandaschriften und erstmals richteten sich Zeitungen speziell an Arbeiter. Der Prinzregent war häufig die Zielscheibe dieser Schriften. Auf die Lobeshymne, die eine regierungsnahe Zeitung anlässlich des fünfzigsten Geburtstags des Prince of Wales publizierte, reagierten die Zeitungsherausgeber Leigh und John Hunt mit scharfen Worten. Für sie war der Prinz

„[… ein] Wortbrüchiger, ein bis über die Ohren verschuldeter und mit Schande bedeckter Wüstling, ein Verächter ehelicher Bindungen, ein Kumpan von Spielern und Halbweltgestalten, ein Mann, der gerade ein halbes Jahrhundert vollendet hat, ohne den geringsten Anspruch auf die Dankbarkeit seines Landes oder den Respekt nachfolgender Generationen verdient zu haben.“

Die Gebrüder Hunt, die den Prince of Wales zuvor schon wegen seiner Leibesfülle als „Prince of Whales“ – Fürst der Wale – verspottet hatten, wurden dafür zu einer Gefängnisstrafe verurteilt.

### Politik
Die Minderheit der Katholiken im Vereinigten Königreich unterlag einer Reihe von politischen Einschränkungen. Sie durften unter anderem keine Parlamentssitze einnehmen. Whigs und Tories waren unterschiedlicher Auffassung, inwieweit diese Einschränkungen aufgehoben und Katholiken die vollen Bürgerrechte zuerkannt werden sollten. Die von Premierminister Spencer Perceval angeführten Tories waren gegen eine weitreichende Katholikenemanzipation, während die Whigs diese befürworteten. Der Prinzregent zählte ebenfalls zu den Gegnern der Katholikenemanzipation. Diese Haltung beeinflusste über die nächsten Jahre wesentlich, wen er in die Regierung berief.

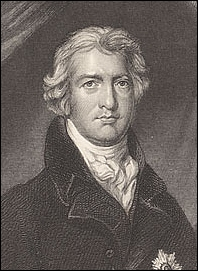
Der Earl of Liverpool, der dominierende Premierminister sowohl während der Regentschaft wie auch der Herrschaft Georgs IV.

Zu Beginn seiner Regentschaft ließ der Prinzregent zunächst verlauten, dass er William Grenville, den Anführer der Whigs, unterstützen würde. Allerdings ernannte er Lord Grenville nicht sofort zum Premierminister. Der Prince of Wales begründete dies damit, dass eine plötzliche Entlassung der Tory-Regierung die Gesundheit des Königs, der ein standhafter Anhänger der Tories war, zu stark belasten und somit jegliche Genesungschance zunichtemachen würde. Im Jahr 1812, als eine Genesung des Königs als zunehmend unwahrscheinlich gelten musste, ließ der Prinzregent allerdings die Gelegenheit ungenutzt verstreichen, den Whigs die Regierungsverantwortung zu übertragen. Stattdessen bat er sie, sich der Regierung von Spencer Perceval anzuschließen. Wegen der grundsätzlichen Meinungsverschiedenheiten in der Frage der Katholikenemanzipation verweigerten die Whigs jedoch die Kooperation, worauf der verärgerte Prinzregent Spencer Perceval im Amt beließ.
Am 11. Mai 1812 verübte John Bellingham ein Attentat auf Spencer Perceval, der dabei ums Leben kam. Der Prinzregent wollte zunächst die übrigen Mitglieder der Regierung unter einem neuen Premierminister bestätigen. Doch das House of Commons äußerte den Wunsch nach einer „starken und effizienten Regierung“. Der Prinzregent bot das Amt des Regierungschefs zunächst Richard Wellesley und danach Francis Rawdon an. Beide weigerten sich, eine Koalitionsregierung zu bilden, da zu diesem Zeitpunkt keine der Parteien an einer Machtteilung interessiert war. Der Prinzregent nahm die gescheiterte Regierungsbildung zum Anlass, die Tory-Minister der Perceval-Regierung erneut zu ernennen, und übertrug dem Earl of Liverpool das Amt des Premierministers. Dieser nahm dieses Amt bis 1827 wahr.
Im Gegensatz zu den Whigs waren die Tories fest entschlossen, den Krieg gegen Napoleon Bonaparte fortzuführen. Mit der Unterstützung von Russland, Preußen, Schweden, Österreich und anderen Ländern wurde die französische Armee im Jahr 1814 besiegt. Im darauf folgenden Wiener Kongress wurde entschieden, das seit 1714 in Personalunion vom britischen Monarchen regierte Kurfürstentum Hannover zu einem Königreich zu erheben. Die Interessen des Hauses Hannover ließ der Prinzregent gesondert durch den der königlichen Familie besonders vertrauten Minister Graf zu Münster vertreten, der es in diesem Zusammenhang erfolgreich verstand, die eigenständige Verhandlungsposition Hannovers neben der des Vereinigten Königreichs gegen Preußen durchzusetzen. 1815 schließlich endeten die Koalitionskriege mit der für die Briten siegreichen Schlacht bei Waterloo. Im selben Jahr endete auch der Britisch-Amerikanische Krieg, ohne dass ein wirklicher Sieger dieser militärischen Auseinandersetzungen feststand.

### Privates Umfeld
Der Prinzregent billigte der offiziell angetrauten Ehefrau Caroline von Braunschweig keine Rolle an seinem Hofstaat zu. Die gemeinsame Tochter Charlotte Augusta, mittlerweile eine Jugendliche, stand unter Aufsicht des Vaters, der die alleinige Erziehungsgewalt hatte, und lebte in der Nachbarschaft des Carlton House. Mutter und Tochter durften sich nur noch sehr selten sehen.
Die zunehmend isolierte Caroline von Braunschweig wandte sich am 13. Januar 1813 in einem von ihrem Rechtsberater Henry Brougham aufgesetzten Brief an den König, in dem sie unter anderem auf das Unrecht der „Delicate Investigation“ hinwies und ihre Rechte als Mutter einforderte. Der Prinzregent ließ den Brief unbeantwortet, worauf Henry Brougham das Schreiben der britischen Presse zuspielte. Fast alle Zeitungen druckten den Brief in voller Länge ab. Der Prinzregent reagierte, indem er die Anklagepunkte der „Delicate Investigation“ an die Presse sickern ließ, und Henry Brougham konterte, indem er die Dokumente, die Caroline von Braunschweig von diesen Punkten entlastete, der Presse weiterreichte. Das veröffentlichte Material sorgte für großes Aufsehen in der britischen Öffentlichkeit. Erneut ergriffen weite Teile der Presse und der Öffentlichkeit die Seite der Caroline von Braunschweig. Charakteristisch dürfte die Reaktion von Jane Austen sein, die in einem Brief einer Freundin schrieb:

„Arme [Caroline von Braunschweig]. Ich werde sie unterstützen, so lange ich kann, weil sie eine Frau ist und weil ich ihren Ehemann hasse – aber ich kann ihr kaum vergeben, dass sie sich als ‚anhänglich und zugeneigt’ gegenüber diesem Mann bezeichnet, den sie doch verachten muss – und das angeblich bestehende Verhältnis zwischen ihr und Lady Oxford ist natürlich schlecht. Ich weiß nicht, was ich davon halten soll. Müsste ich die [Unterstützung der] Fürstin aufgeben, wäre ich doch entschlossen, die Meinung zu vertreten, dass sie sich achtbar verhalten hätte, wenn der Prinz sie nur von Beginn an anständig behandelt hätte.“

Nach Zusicherung einer jährlichen Apanage von 35.000 Pfund entschied sich Caroline von Braunschweig, das Vereinigte Königreich zu verlassen, und reiste am 8. August 1814 mit einer kleinen, von ihr selbst ausgewählten Entourage ab. In den folgenden Jahren bereiste die Fürstin zunächst den europäischen Kontinent sowie Nordafrika und ließ sich dann für einige Zeit in Italien nieder.

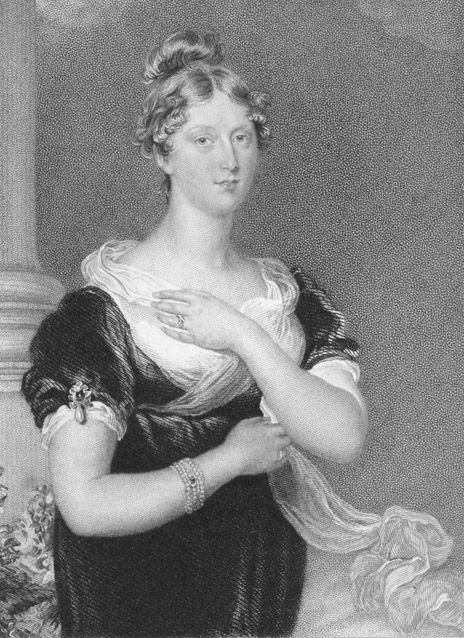
Die Tochter Charlotte Augusta, Druckgrafik nach einem Gemälde von Thomas Lawrence

Charlotte Augusta, die gemeinsame Tochter des Prinzregentenpaares, heiratete am 2. Mai 1816 den Prinzen Leopold von Sachsen-Coburg, den späteren König der Belgier. Sie verstarb allerdings schon am 6. November 1817 an den Folgen einer Totgeburt. Der Prinzregent war damit ohne Thronerben, sofern er nicht noch ein legitimes Kind zeugen würde. Da dies unter den gegebenen Umständen nicht wahrscheinlich war, würde ihm einer seiner Brüder nachfolgen. Nur der Duke of Cumberland war seit 1815 standesgemäß, aber noch kinderlos mit Friederike zu Mecklenburg-Strelitz verheiratet und es fehlte dem herrschenden Königshaus Hannover an legalem Nachwuchs. Der Tod der potentiellen Thronerbin ließ die bislang unverheirateten Brüder Georgs unter den protestantischen Prinzessinnen Europas nach geeigneten Ehefrauen Ausschau halten. Am 1. Juni 1818 verheiratete der Duke of Cambridge sich mit Augusta von Hessen-Kassel-Rumpenheim und am 13. Juli 1818 verehelichten sich in einer Doppelhochzeit der Duke of Clarence (und spätere William IV.) mit Adelheid von Sachsen-Meiningen und der Duke of Kent and Strathearn mit Victoire von Sachsen-Coburg-Saalfeld, der verwitweten Fürstin von Leiningen.
Ziel des Prinzregenten war nach wie vor die Scheidung von seiner Frau. Von dem von ihm angestrebten Hochverratsprozess gegen Caroline von Braunschweig konnten ihn Regierungsmitglieder wieder abbringen. Die Scheidung war nach englischem Recht allerdings nur zu erlangen, wenn einem der beiden Ehepartner die eheliche Untreue nachzuweisen war. Mit Unterstützung des Premierministers beauftragte der Prinzregent eine finanziell gut ausgestattete Untersuchungskommission damit, kompromittierendes Material über Caroline von Braunschweig zu sammeln. Diese Untersuchungskommission wird auch als „Milan Commission“ bezeichnet, da drei der Kommissionsmitglieder sich ab September 1818 in Mailand niederließen, um dort Zeugen zu vernehmen. Über die Einsetzung dieser Untersuchungskommission wurde Caroline von Braunschweig offiziell nicht informiert. Sie hatte davon allerdings bald Kenntnis, da sehr schnell das Gerücht zirkulierte, dass die Kommissionsmitglieder Zeugenaussagen gegen sie finanziell gut honorieren würden.

## Königsherrschaft
Nach dem Tode Georgs III. am 29. Januar 1820 folgte ihm der Prinzregent als Georg IV. auf den Thron. Im Machtgefüge des Vereinigten Königreiches änderte sich dadurch nicht viel. Der Einfluss von Georg IV. auf die Tagespolitik blieb gering. Zum Zeitpunkt der Thronfolge war Georg IV. fettleibig und wahrscheinlich süchtig nach Laudanum. Bereits während seiner Zeit als Prinzregent war er wiederholt unpässlich gewesen. Seine wiederholten Erkrankungen werden wegen ihrer Symptome mitunter als Beleg dafür gewertet, dass er wie sein Vater an Porphyrie litt, wenn auch offensichtlich in einer milderen Form.

### Anhörung zur „Pains and Penalties Bill“

#### Rückkehr der Königin nach England

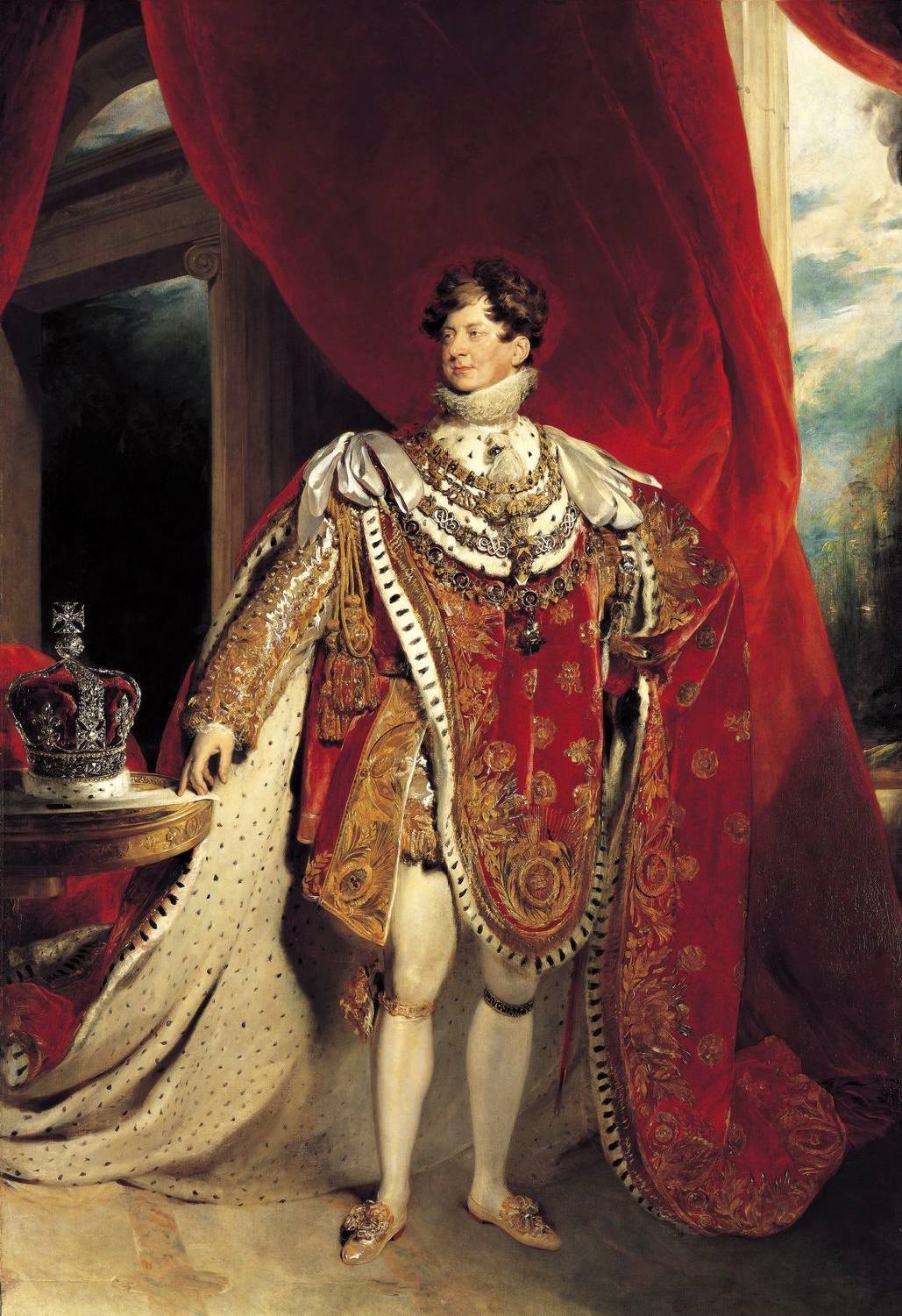
Georg IV. im Krönungsornat, von Thomas Lawrence (1821)

Georg IV. weigerte sich, seine offizielle Ehefrau Caroline von Braunschweig als Königin anzuerkennen, und befahl den britischen Botschaftern, dafür zu sorgen, dass andere europäische Monarchen dasselbe taten. Durch einen königlichen Erlass wurde Carolines Name aus der Liturgie der Church of England gestrichen. Beide Maßnahmen trafen in der britischen Öffentlichkeit auf wenig Gegenliebe. Bereits am 1. Februar forderte die Times, dass der neuen Königin alle ihr zustehenden Rechte zugebilligt würden. Georg IV. strebte nach wie vor die Scheidung an und er war bereit, dafür sogar einen Regierungswechsel in Kauf zu nehmen. Doch weder bei den Tories noch bei den Whigs fand sein Vorhaben Unterstützung. In mühevollen Sitzungen gelang es seinen Beratern, Georg IV. deutlich zu machen, wie problembehaftet ein solcher Scheidungsprozess für ihn selbst sei: Ein Prozess würde Caroline von Braunschweig die Möglichkeit geben, öffentlich die außerehelichen Beziehungen ihres Ehemannes zu thematisieren. Das ohnehin schon geringe Ansehen Georgs würde durch einen solchen Prozess noch weiter leiden. Die Berater des Königs versuchten daher, eine andere Vereinbarung mit Caroline von Braunschweig zu treffen: Gegen eine Erhöhung ihrer jährlichen Apanage auf 50.000 Pfund sollte die mittlerweile 52-Jährige versichern, dem Vereinigten Königreich fernzubleiben und auf ihre königlichen Rechte verzichten. Caroline von Braunschweig lehnte diese Angebote zum Teil gegen die Ratschläge ihrer Berater ab. Am 5. Juni 1820 betrat sie wieder britischen Boden.
Parallel zu den Vergleichsangeboten an Caroline von Braunschweig hatte Georg IV. eine Gesetzesvorlage, die sogenannte Pains and Penalties Bill, ausarbeiten lassen, mit dem das Parlament ermächtigt würde, ohne einen Gerichtsprozess und mit einfacher Mehrheit die Ehe zwischen Georg IV. und Caroline von Braunschweig zu annullieren, wenn sie zu dem Schluss kämen, dass das Verhalten der Königin ihres Ranges nicht würdig sei. Das Verhalten von Georg IV. würde damit nicht Gegenstand der Untersuchung werden. Basis der Entscheidung des House of Lords und des Unterhauses sollten die Untersuchungsergebnisse der „Milan Commission“ sein. Die Times kritisierte das Gesetzesvorhaben heftig, indem sie darauf hinwies, dass die Scheidungsgesetzgebung zwar die Trennung eines über alle Tadel erhabenen Mannes von seiner sich unmoralisch verhaltenden Ehefrau erlaube. Es sehe aber nicht die Trennung zweier Unmoralischer auf Basis der Willensäußerung eines von ihnen vor. Nur das Eheverhalten eines der beiden Partner auf den Prüfstand zu stellen, würde die Ehe als Institution in Frage stellen.

#### Anhörung vor dem Oberhaus

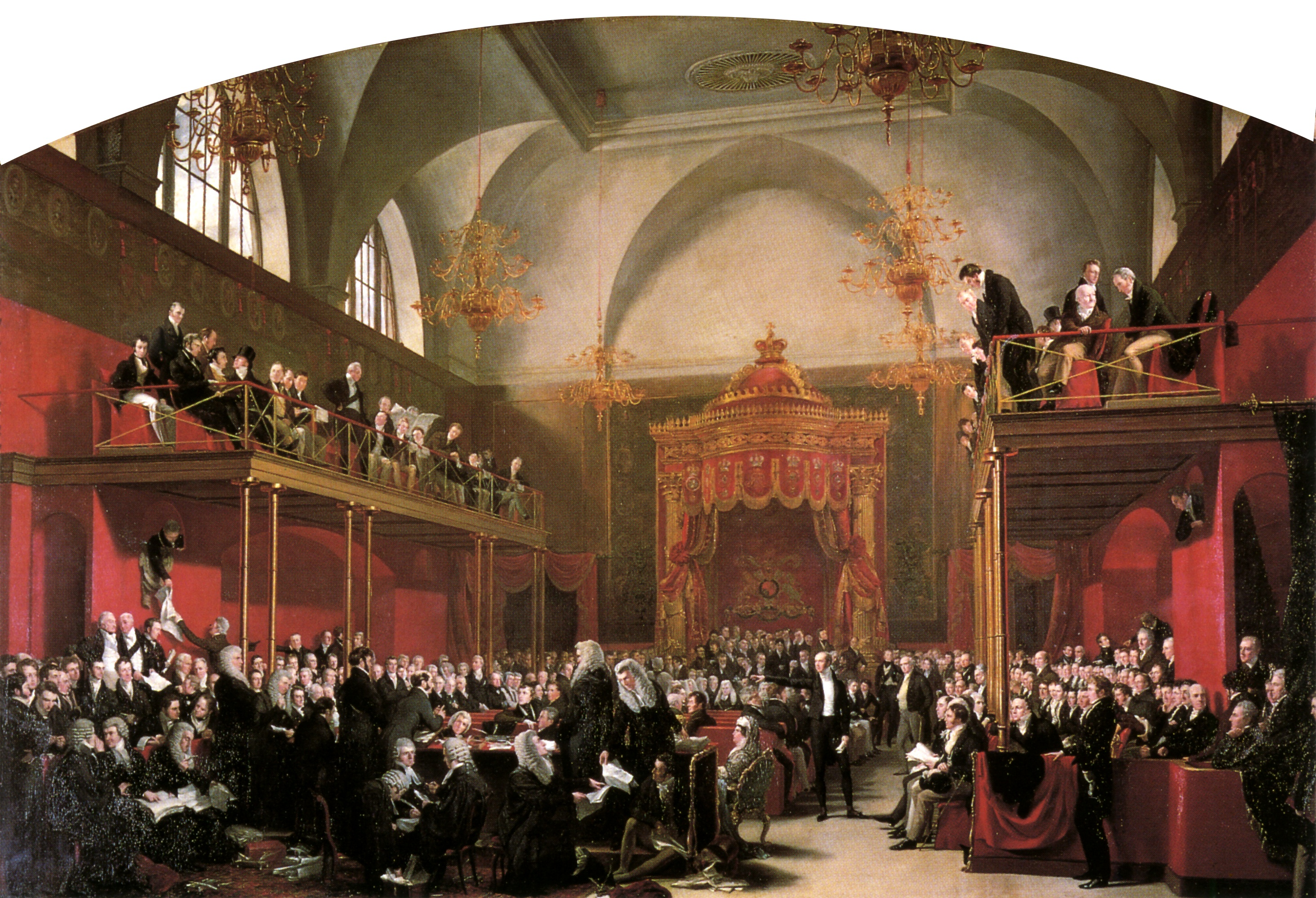
George Hayter, Der Prozess der Königin Caroline, 1820

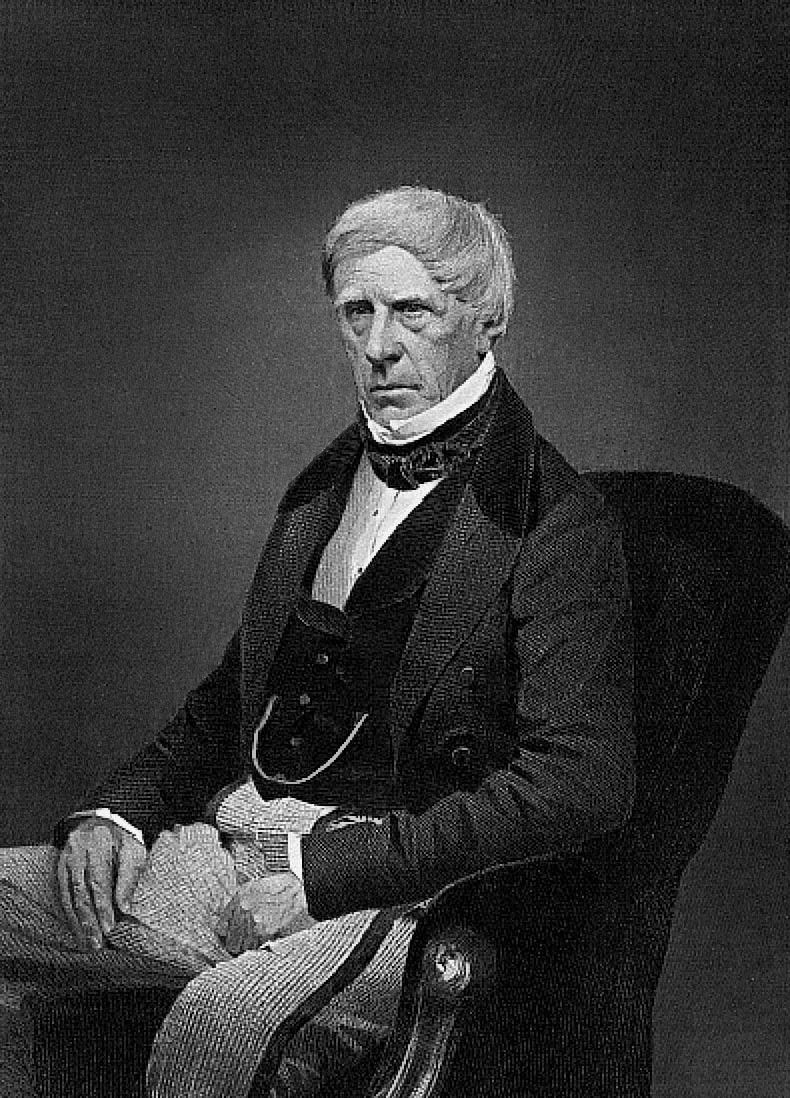
Carolines Verteidiger Henry Brougham (in späteren Lebensjahren)

Am 17. August 1820 begann die Anhörung im Oberhaus. In den Straßen, die zum Parlament führten, versammelten sich große Menschenmengen. Lords wie der eigentlich von der britischen Bevölkerung verehrte Kriegsheld Duke of Wellington mussten sich auf ihrem Weg ins Oberhaus Pfiffe und Buhrufe gefallen lassen, weil die Versammelten in ihm einen Gegner der Königin sahen. Caroline von Braunschweig wurde dagegen von der Menschenmenge mit Hurra-Rufen und Applaus begrüßt.
Die Anhörung begann mit einer Diskussion über die Rechtmäßigkeit der Gesetzesvorlage, während Caroline von Braunschweigs Verteidiger Henry Brougham andeutete, er werde jedes Mittel nutzen, die Königin zu verteidigen. Von vielen wurde diese Andeutung als Drohung verstanden, dass er unzweifelhafte Beweise für die Eheschließung zwischen Maria Fitzherbert und Georg IV. habe. Maria Fitzherbert selbst war wohl aus Sorge darüber, dass man sie in den Zeugenstand beordern werde, nach Paris abgereist. Zwei Tage später hielt der Kronanwalt Sir Robert Gifford seine Rede an die versammelten Lords, in der er Caroline von Braunschweig des fortgesetzten Ehebruchs mit ihrem Kurier Baron Bartolomeo Pergami beschuldigte. Als Zeugen verhörte der Kronanwalt in den kommenden Wochen eine Reihe der italienischen Bediensteten, die bei Caroline von Braunschweig beschäftigt gewesen waren. Die von ihnen vorgebrachten Beweise für den Ehebruch beschränkten sich auf Indizien: Die Schlafzimmer der beiden hätten immer nahe beieinander gelegen, sie hätten häufig gemeinsam gefrühstückt, bei Spaziergängen hätte sich die Königin bei Pergami eingehakt, das Bett von Pergami habe gewirkt, als habe er nicht darin geschlafen; auf dem Bettlaken der Königin hätten sich verdächtige Flecken befunden, die Königin habe den erkrankten Pergami zweimal in seinem Schlafzimmer aufgesucht. Nur wenige der Zeugen berichteten von Berührungen, die auf ein intimes Verhältnis zwischen Caroline von Braunschweig und Pergami schließen ließen.
Im Kreuzverhör gelang es den Verteidigern, die Glaubwürdigkeit der Zeugen in Frage zu stellen. Einige der Zeugen der Anklage mussten eingestehen, finanzielle Vorteile aus der Zusammenarbeit mit der „Milan Commission“ gezogen zu haben. Bei einem der Hauptzeugen der Anklage gelang es Henry Brougham, dem versammelten House of Lords zu demonstrieren, wie gut dieser für die Aussage vorbereitet worden war. Während Caroline von Braunschweigs ehemaliger Diener Theodore Majocchi jede Frage der Anklage flüssig beantwortet hatte, waren seine Antworten auf die Fragen von Henry Brougham deutlich stockender. Auf mehr als 200 Fragen von Henry Brougham antwortete Theodore Majocchi mit einem „Non mi ricordo“ – „ich kann mich nicht erinnern“, was für die britische Presse Anlass für viel Spott war.
Am 10. November 1820 stimmte das Oberhaus mit einer knappen Mehrheit von nur 9 Stimmen der Pains and Penalties Bill zu. Damit war klar, dass diese Gesetzesvorlage auf keine Zustimmung im House of Commons treffen würde. Lord Liverpool verkündete unmittelbar nach der Auszählung der Stimmen, dass die Regierung die Gesetzesvorlage zurückziehen werde.

#### Auswirkungen
Durch den Prozess erreichte das Ansehen Georgs IV. bei der Bevölkerung des Vereinigten Königreiches einen seiner Tiefpunkte. Caroline von Braunschweigs Biografin Jane Robins ist in ihren Analysen der Anhörung zum Pains and Penalties Bill zu dem Schluss gekommen, dass das Vereinigte Königreich sich zu diesem Zeitpunkt am Rande einer Revolution befand, die zum Thronverlust von Georg IV. hätte führen können. Caroline von Braunschweigs Rechtsberater Henry Brougham behauptete in seinen Jahrzehnte später veröffentlichten Memoiren, er habe über zweifelsfreie Beweise für die Eheschließung zwischen dem Prince of Wales und Maria Fitzherbert verfügt und hätte bei einem ungünstigen Anhörungsverlauf für die Königin tatsächlich das Recht auf die Thronfolge von Georg IV. in Frage gestellt.
Vor und während der Anhörung solidarisierten sich insbesondere die Unterschicht und die untere Mittelschicht mit der Königin. „No Queen, no King“ – „Ohne Königin kein König“ war eine häufig gehörte Drohung, die sogar von meuternden Soldaten aufgegriffen wurde. Die obere Mittelschicht und besonders die Oberschicht wahrte dagegen Distanz zur Königin. Nach Ansicht von Jane Robins war die Schuldfrage der Königin für die breite Masse sekundär. Caroline von Braunschweig stellte für sie eher eine Symbolfigur der Opposition gegen Georg IV. und der von ihm unterstützten Tories dar. Die gesamte Dauer der Anhörung war begleitet von Demonstrationen und Aufmärschen, bei der es zum Teil auch zu gewaltsamen Übergriffen auf Anhänger des Königs kam. Der Ausgang der Anhörung wurde in vielen Städten des Vereinigten Königreichs zum Teil über mehrere Tage euphorisch gefeiert. Auch diese Feiern waren nicht frei von Ausschreitungen. Die von vielen gehegte Erwartung, dass die Königin zur Galionsfigur der Opposition und Reformisten werde, erfüllte sich dagegen nicht. Caroline von Braunschweig zog sich in den Monaten nach der Anhörung weitgehend aus der Öffentlichkeit zurück und akzeptierte im März 1821 schließlich das Apanage-Angebot von 50.000 Pfund jährlich.
Für die Geschichte der britischen Presse ist die Anhörung gleichermaßen bedeutsam. Die britische Times, die frühzeitig die Position der Königin ergriff, gelangte in dieser Zeit zu der Vormachtstellung, die sie bis in die zweite Hälfte des 20. Jahrhunderts innehaben sollte. Obwohl die Regierung Zeitungen so hoch besteuerte, dass ihr Erwerb zumindest für die Unterschicht eigentlich zu teuer wurde, erreichten die Berichte über die Anhörung die meisten der Einwohner des Vereinigten Königreiches. Zeitungen lagen in Pubs und Kaffeehäusern aus und wurden dort gelesen und vorgelesen. Viele teilten sich das Abonnement einer Zeitung. Ein Zeitgenosse schätzte, dass jede einzelne Zeitungsausgabe in London von mindestens 30 Personen gelesen würde. Es war damit das erste Ereignis, über das sich breite Teile Bevölkerung ein Urteil anhand der Berichterstattung bildeten.

### Krönung, Begräbnis Carolines von Braunschweig
Georg IV. hatte nach der aus seiner Sicht gescheiterten Anhörung die Auflösung des Parlaments erwogen, diese Idee aber wieder verworfen, weil dies die Gefahr weiter anhaltender Unruhen beinhaltete. Die Ernennung einer von Politikern der Whigs geführten Regierung schien zumindest in den ersten Tagen nach dem Ende der Anhörung eine Möglichkeit, die Anhängerschaft der Königin zu spalten. Die Mehrzahl der Whigs waren jedoch Befürworter der Katholikenemanzipation, einer Reduktion des Heeres sowie einer Kürzung der Staatsausgaben. Allen drei Reformwünschen stand Georg IV. ablehnend gegenüber. Letztlich beließ Georg IV. Lord Liverpool im Amt des Premierministers.

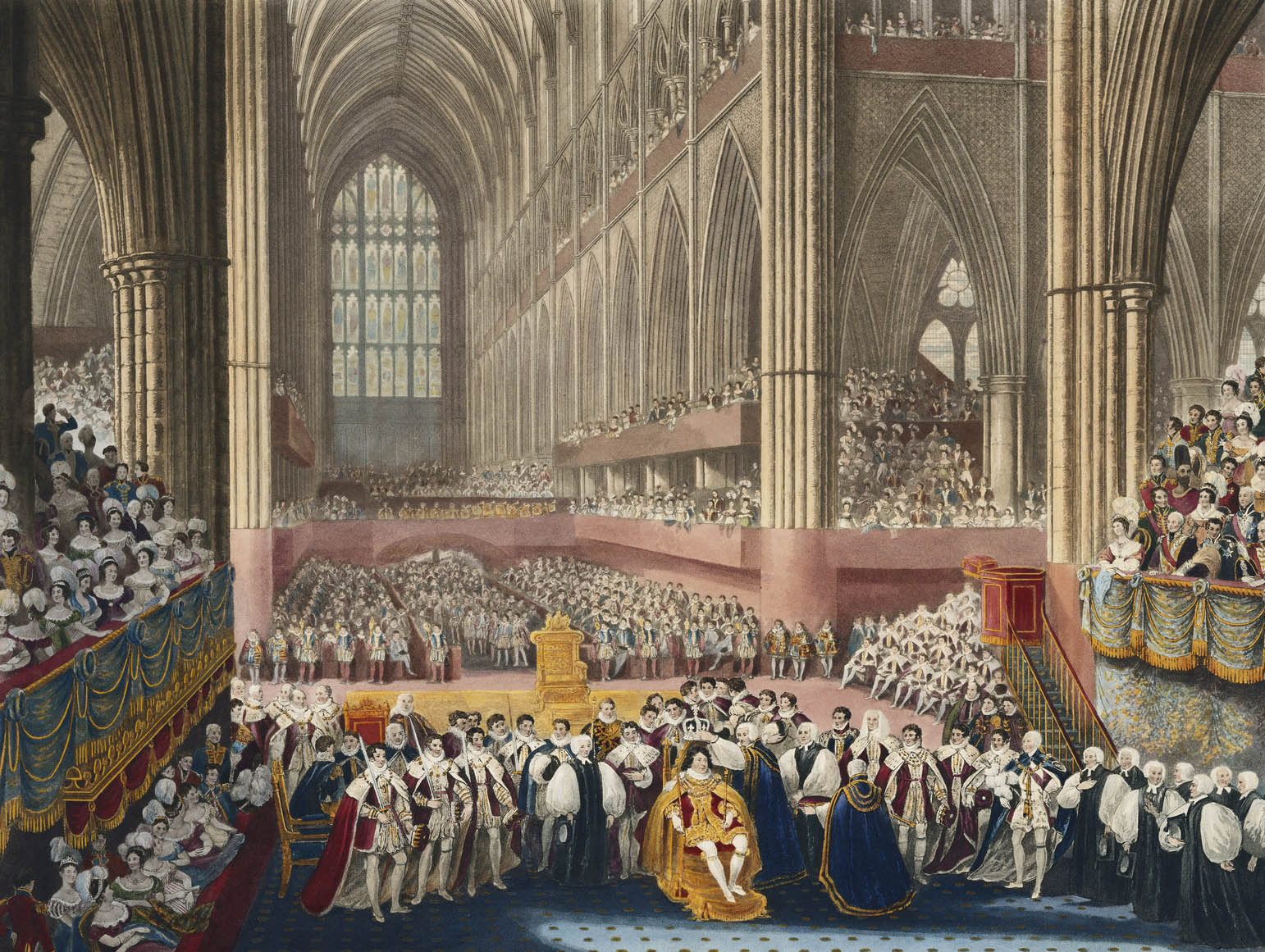
Krönung Georgs IV. in der Westminster Abbey

Die Krönung Georgs IV. fand aufgrund des Prozesses mit einjähriger Verspätung am 19. Juli 1821 in der Westminster Abbey statt, ohne dass die Königin daran teilnehmen durfte. Caroline von Braunschweig wurde sogar der Zutritt zur Westminster Abbey verweigert, als sie diesen in Begleitung von Lord Hood verlangte. Sein extravaganter Geschmack ließ Georg IV. keinen Aufwand scheuen. Die Gesamtkosten der Krönungsfeierlichkeiten waren enorm: Mit 243.000 Pfund überstiegen sie die Kosten der Krönung Georgs III. um mehr als das 24-fache. Bezahlt wurden sie zur Hälfte aus französischen Reparationszahlungen aufgrund des Zweiten Pariser Friedens. Die neue Krönungskrone Georgs IV. wurde hierfür eigens angefertigt und kostete über 50.000 Pfund. Als besonders kostspielig erwies sich auch der 24.000 Pfund teure Krönungsornat; Georg hatte dafür sogar Schneider nach Paris entsandt, um den Krönungsornat Napoleons zu kopieren. Das Ornat gelangte später in Madame Tussauds Wachsfigurenkabinett, wurde aber für die Krönung König Georgs V. 1911 wiederentdeckt und seither für alle Krönungen wiederverwendet. Bei der traditionellen Krönungsliturgie hatte der Erzbischof von Canterbury, Charles Manners-Sutton, die üblichen Erwähnungen der Königin zu unterlassen. Der König litt unter dem schweren Ornat und der Krone an dem heißen Sommertag so sehr, dass er später sagte, er würde diese Strapazen auch für ein weiteres Königreich nicht noch einmal erdulden wollen.

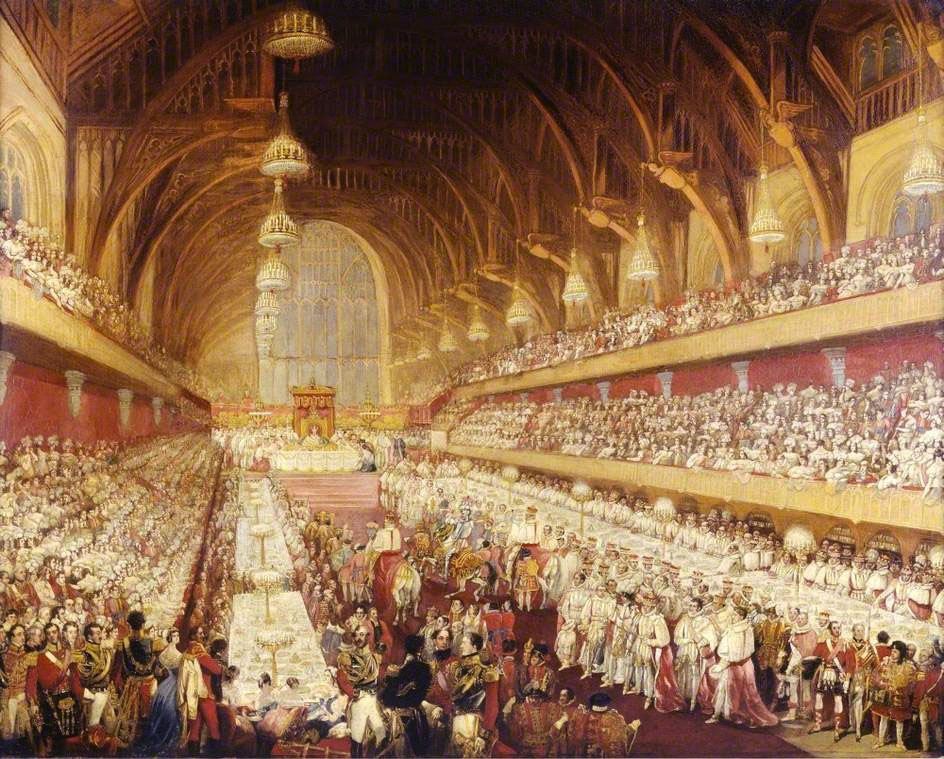
Das prunkvolle Krönungsbankett in der Westminster Hall

Das anschließende Krönungsbankett in der Westminster Hall fand für 1.268 Personen an 47 Tafeln statt, wobei noch Galerien für zusätzliche 2.934 Zuschauer errichtet wurden. Der romantische Zeitgeschmack veranlasste den König, den Gästen Kostüme im Stil der Tudor- und Stuartzeit vorzuschreiben. Von den Kronleuchtern tropfte das Wachs der 3.000 Kerzen auf die Gäste. Nachdem der König um 20.20 Uhr ins Carlton House zurückgekehrt war, durfen die Zuschauer von den Galerien ebenfalls an die Buffets; dabei kam es teilweise zu Tumulten, Soldaten verhinderten knapp die Stürmung der Küchen, Porzellan und Silberplatten wurden gestohlen und Lord Gwydyr gelang es mit Mühe, das kostbare goldene Krönungsservice vom Tisch des Monarchen zu retten. Um 3 Uhr morgens wurden die letzten betrunkenen Gäste unter den Tischen hervorgezogen. Bei den gleichzeitigen Volksfesten in der Stadt schlug ein die Königin feiernder Mob im West End Fensterscheiben ein und musste von der Household Cavalry zerstreut werden. Georgs Bruder und Nachfolger Wilhelm IV. brach später mit der Tradition der Krönungsbankette, die auf die Krönung von Richard Löwenherz im Jahr 1194 zurückgeht, weil er diese als zu teuer und aufwendig empfand. Das Krönungsbankett Georgs IV. ist bislang das letzte, das in Großbritannien stattfand.
Caroline von Braunschweig verstarb am 7. August 1821, nur wenige Wochen nach den Krönungsfeierlichkeiten. Es ist wiederholt spekuliert worden, dass sie vergiftet wurde. Wahrscheinlicher ist allerdings, dass sie an Magenkrebs erkrankt war. Caroline hatte als Ort ihrer letzten Ruhestätte Braunschweig bestimmt und während der Überführung des Sarges zur Küste kam es erneut zu Ausschreitungen und Demonstrationen, wie sie bereits die Pains-and-Penalties-Anhörung begleitet hatten. Premierminister Liverpool hatte ursprünglich bestimmt, dass der Leichenzug nur durch die abgelegenen Vororte Londons führen sollte, um solche Unruhen zu vermeiden. Die Menschenmenge, die den Beginn des Leichenzuges vor dem Haus der Königin abgewartet hatte, zwang jedoch die Garden, die den Sarg begleiteten, einen Weg durch die City of London zu nehmen. Bei den Auseinandersetzungen zwischen den Garden und der Bevölkerung wurden zwei Menschen getötet und mehrere verletzt.
Eine 1821 entdeckte Insel in der Antarktis wurde als Erinnerung an die Krönung als Coronation Island benannt.

### Letzte Herrschaftsjahre

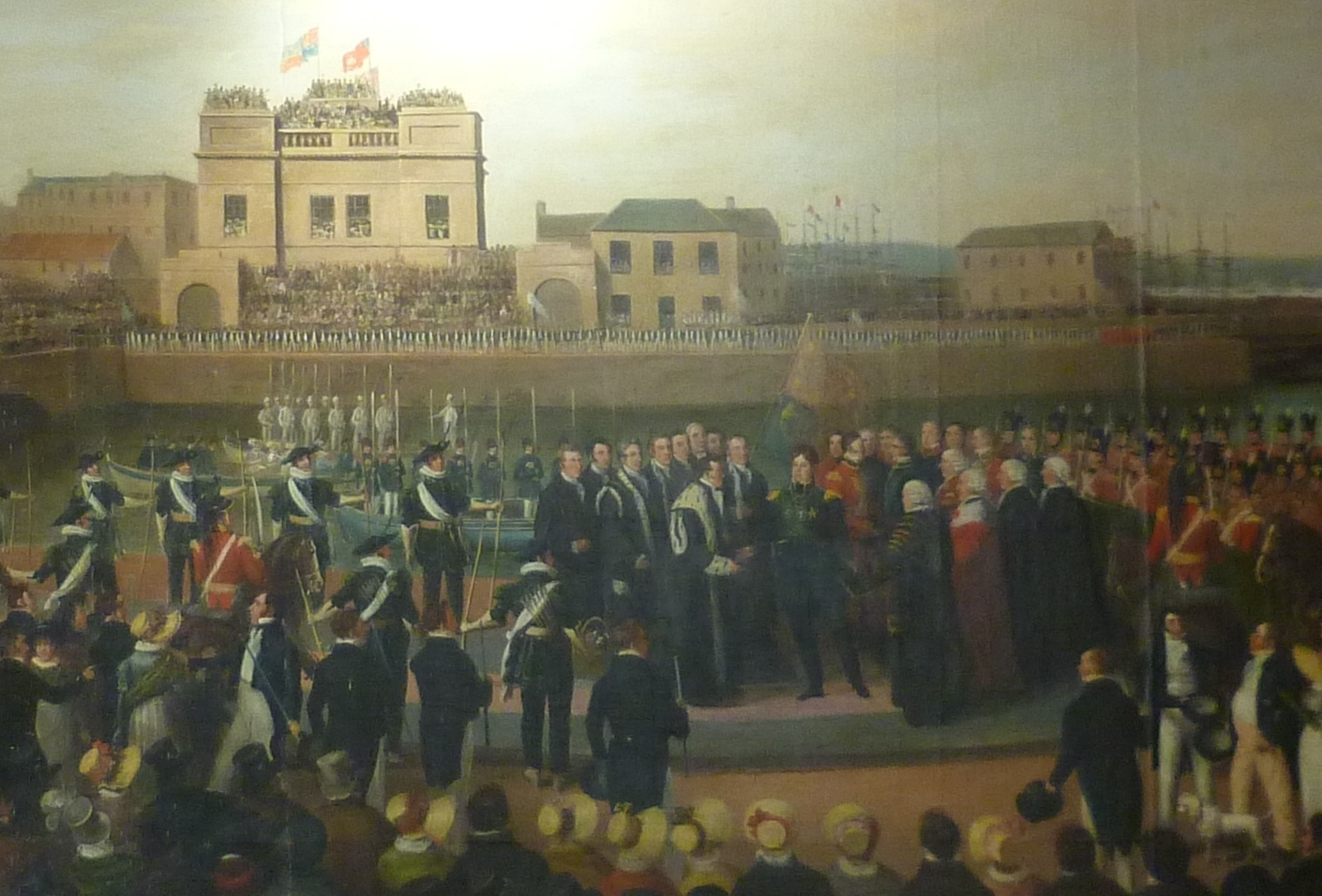
Ankunft in Leith (Schottland), 1822

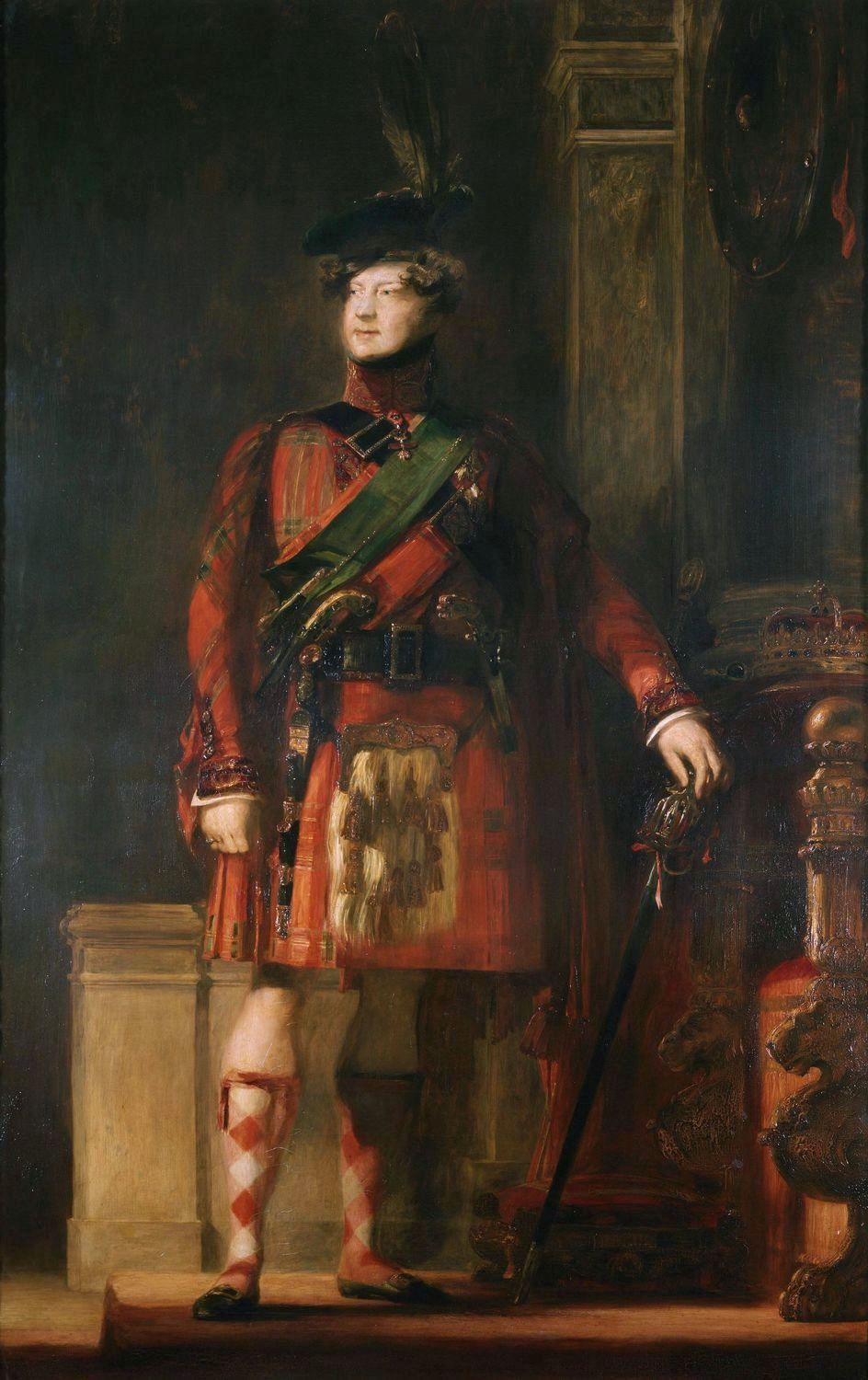
Georg IV. im Kilt während des Besuchs in Schottland, 1822

Zu den Höhepunkten während der Herrschaft von Georg IV. zählen sein Besuch in Irland im Jahre 1821 und vor allem sein Besuch in Schottland im August 1822. Der letzte britische Monarch, der Irland betreten hatte, war Richard II. gewesen und der Aufenthalt in Schottland der erste Besuch eines britischen Monarchen in diesem Landesteil seit Karl II. im Jahre 1650. 1821 besuchte Georg zudem als erster Monarch seit 66 Jahren auch wieder Hannover und seine deutschen Stammlande und wurde dort enthusiastisch gefeiert.
Walter Scott war maßgeblich an der Organisation des 21 Tage währenden Besuches in Schottland beteiligt und nutzte die Gelegenheit, um bei mehreren der aufwendigen Feiern schottische Traditionen und Lebensart zu präsentieren. Georg IV. revanchierte sich, indem er mehrmals in einem Kilt erschien und damit dazu beitrug, dieses traditionelle Gewand der Highlands so populär zu machen, dass es sich während des 19. Jahrhunderts zur nationalen Tracht von ganz Schottland entwickelte und auch in den eher englisch geprägten Lowlands getragen wurde. In Edinburgh gab der König einen Empfang im Holyrood Palace und ordnete dessen Sanierung an, die sich über die nächsten zehn Jahre erstreckte, wobei die Räume von Maria Stuart unverändert blieben.
Die Reise nach Schottland war die letzte große Reise, die Georg IV. unternahm. Er zog sich danach zunehmend nach Windsor Castle zurück. Durch seine exzessive Lebensweise hatte er eine solche Leibesfülle erreicht, dass er zunehmend ein Ziel von Spott wurde, wenn er in der Öffentlichkeit erschien.
In die Tagespolitik mischte er sich nur selten ein und dabei gelegentlich mit widersprüchlichen Ansichten. Als 1824 erneut die Frage der Katholikenemanzipation auf der Tagesordnung stand, äußerte Georg IV. sich in der Öffentlichkeit zunächst betont antikatholisch. Seine Haltung wurde von Premierminister Liverpool geteilt, so dass eine rechtliche und politische Gleichstellung der katholischen Bürger des Vereinigten Königreichs auf lange Zeit nicht durchsetzbar zu sein schien. Lord Liverpool trat jedoch im April 1827 zurück und wurde durch den Tory George Canning abgelöst, der ein Befürworter der Katholikenemanzipation war. Den Amtsantritt von George Canning nahm Georg IV. zum Anlass, öffentlich zu erklären, dass seine antikatholische Haltung lediglich aus der Verehrung für seinen Vater resultiere, der in diesem Punkt sehr strikte Ansichten vertreten hätte. George Canning starb nur fünf Monate später, ohne dass Reformschritte eingeleitet worden waren. Neuer Premierminister wurde Viscount Goderich, der die wacklige Koalitionsregierung bis Januar 1828 weiterführte. Sein Amtsnachfolger war der Duke of Wellington, der ursprünglich ein überzeugter Gegner der Katholikenemanzipation gewesen war. Der Herzog war aber mittlerweile zu der Einsicht gelangt, dass eine weitere Benachteiligung der Katholiken politisch nicht mehr haltbar sei. Mit viel Überzeugungsarbeit gelang es dem Herzog am 29. Januar 1829, vom König die Zustimmung zum Gleichstellungsgesetz zu erhalten. Unter dem Einfluss seines fanatisch antikatholischen Bruders, des Herzogs von Cumberland, widerrief der König jedoch wenig später seine Zustimmung, worauf am 4. März alle Kabinettsmitglieder ihren Rücktritt einreichten. Damit geriet Georg IV. unter solchen politischen Druck, dass er letztlich dem Gleichstellungsgesetz zustimmen musste.
Georg IV. starb am 26. Juni 1830 und wurde am 15. Juli in der St George’s Chapel von Windsor Castle beigesetzt. Der älteste seiner Brüder, Friedrich August, war bereits am 5. Januar 1827 kinderlos verstorben. Thronfolger war daher der nächstjüngere Bruder William, Duke of Clarence.

## Zeitgenössische Rezeption

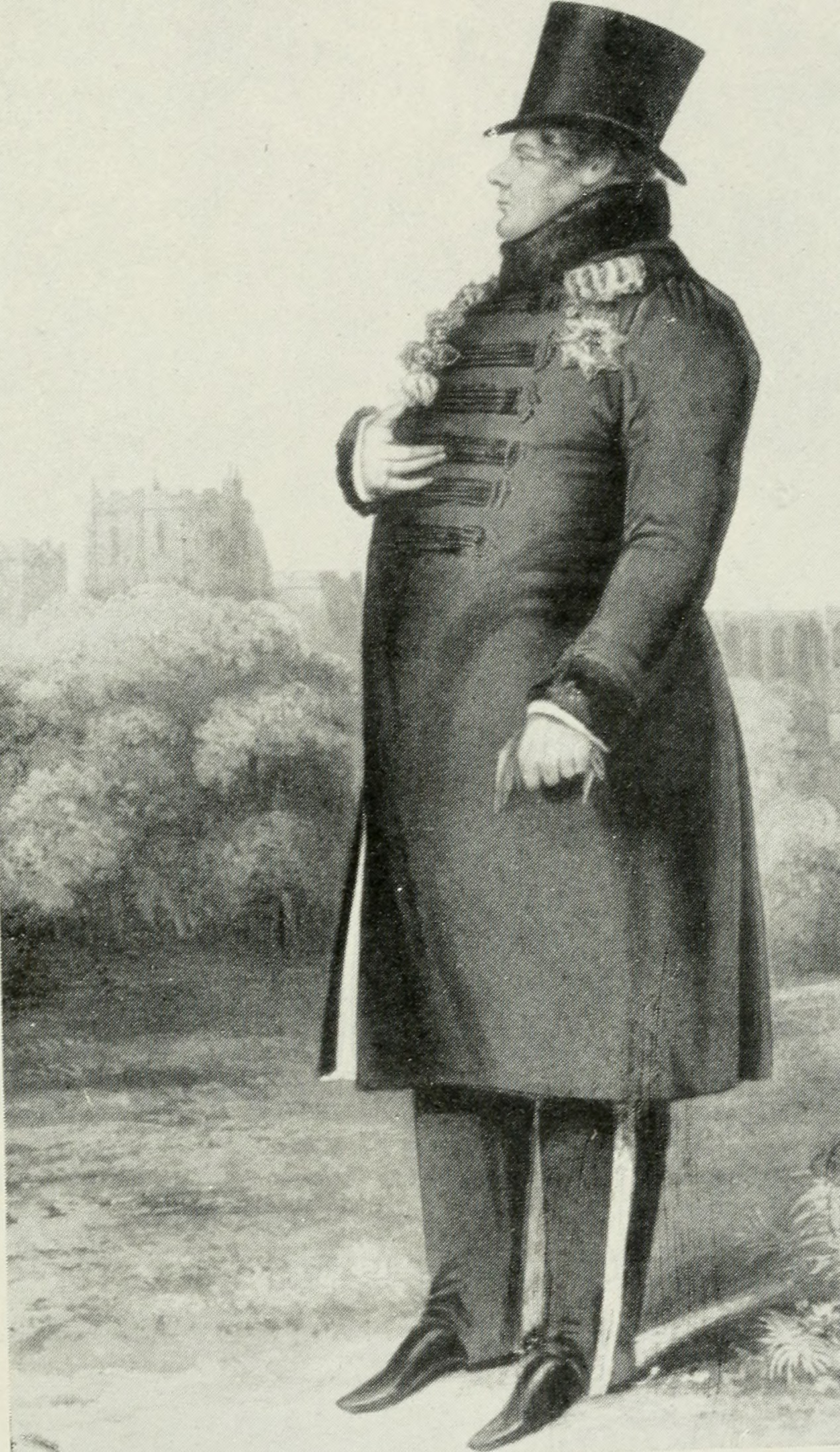
Georg IV. (nach George Atkinson)

Über den eitlen Georg IV., der sich gerne als der „führende Gentleman Europas“ bezeichnen ließ, schrieb William Thackeray:

„Ich blicke auf sein Leben zurück und erinnere mich nur einer Verbeugung und eines Grinsens. Ich versuche mich an Einzelheiten zu erinnern und sehe Seidenstrümpfe, Wattierungen, Stärke, einen Mantel mit Fröschen und einem Fellkragen, einen Stern und ein blaues Band, ein unglaublich parfümiertes Taschentuch, eine von Truefitts besten nussbraunen Perücken – stark pomadisiert –, ein Gebiss und einen großen schwarzen Stock, eine Unterweste, noch mehr Unterwesten und dann – nichts.“

Der Duke of Wellington bezeichnete Georg IV. während der politischen Krise 1829 als selbstsüchtig, übellaunig, falsch und frei von jeglichen positiven Qualitäten. Jahre später fiel sein Urteil weit milder aus. Zu den positiven Eigenschaften Georgs IV. zählte Wellington unter anderem dessen engagierte Förderung der bildenden Künste und die ungewöhnliche und mitunter widersprüchliche Mischung von Begabung, Witz, Narretei, Sturheit und Gutherzigkeit, die ihn ausgezeichnet habe.
Die von Exzentrik und Verschwendungssucht geprägte Herrschaft Georgs führte zu einem Tiefpunkt des Ansehens der Monarchie, die erst unter seiner Nichte Victoria wieder stärkeren Rückhalt in der Bevölkerung fand. Anlässlich seines Todes schrieb die Times über Georg IV:

„[…] nie ist ein Mann weniger von seinen Mitmenschen betrauert worden als dieser verstorbene König. Welche Augen haben um ihn geweint? Welches Herz hat aus selbstloser Trauer um ihn geseufzt? […] wenn er auch nur einen Freund, einen ergebenen Freund egal aus welcher Schicht hatte, dann beteuern wir, dass wir niemals seinen Namen vernommen haben.“

## Vermächtnis

### Kunstepoche Regency
Auch wenn Georgs politische Bilanz bescheiden ausfiel, leistete er doch Bedeutendes bei der Förderung der bildenden Künste. Die Regentschaft Georgs ist Namensgeber der Kunstepoche Regency, deren Beginn heute auf den Einzug des Prince of Wales ins Carlton House im Jahr 1783 datiert wird. Er ließ das Haus von 1783 bis 1796 durch den Architekten Henry Holland umbauen und beschäftigte dabei französische Inneneinrichter und Handwerker. Der Ausbruch der Französischen Revolution 1789 führte zum Ausverkauf vieler Hôtels particuliers in Paris, wodurch beschlagnahmte Möbel und Kunstwerke des 17. und 18. Jahrhunderts dort massenhaft auf den Markt kamen. Georg IV. entsandte Agenten nach Paris und ließ große Mengen an Möbeln, Tapisserien, Gemälden und Porzellan aufkaufen, darunter auch ein kostbares Sèvres-Service von Ludwig XVI.

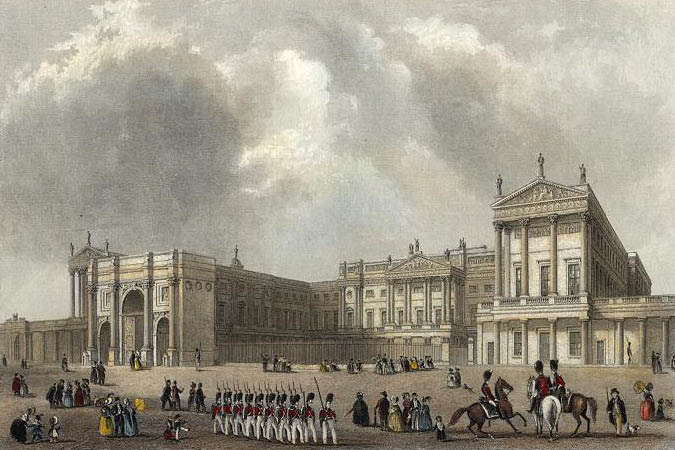
Buckingham Palace (1837)

Nach dem Tod seines Vaters 1820 plante er zunächst, Carlton House zu erweitern, weil die offizielle Residenz, der St James’s Palace aus der Renaissancezeit, als wenig zeitgemäß empfunden wurde. Schon seine Eltern hatten 1761 den kleinen barocken Herrensitz Buckingham House als privaten Wohnsitz erworben, in dem alle seine Geschwister geboren wurden. Da das Herrenhaus über einen großen Park und reichlich Umgriff für weitere neue Gebäude verfügte, entschied sich Georg IV. dann, dieses zum königlichen Palast zu erweitern und schuf so ab 1826 den Buckingham Palace. Der Architekt John Nash erweiterte das kleine Haus seitlich und zum Park hin und baute große Seitenflügel an. An der Stelle, wo später die heutige Vorderfront erbaut wurde, stand mit dem Marble Arch ein kolossaler Triumphbogen. Der neue Palast war im französischen klassizistischen Stil gehalten und Georg IV. ließ ihn mit den französischen Möbeln aus Carlton House ausstatten, welches er 1825 abreißen ließ. Bei der glanzvollen Innenausstattung, für die er weitere Möbel und Kunstgegenstände erwarb, beriet ihn Sir Charles Long. Bei seinem Tod war der Bau noch nicht ganz vollendet. Die ausufernden Kosten führten zu Besorgnis im Parlament und in der Presse. Ebenso ließ er die Royal Apartments von Windsor Castle prachtvoll neu gestalten und einrichten; dort verbrachte er die letzten anderthalb Jahre seines Lebens.

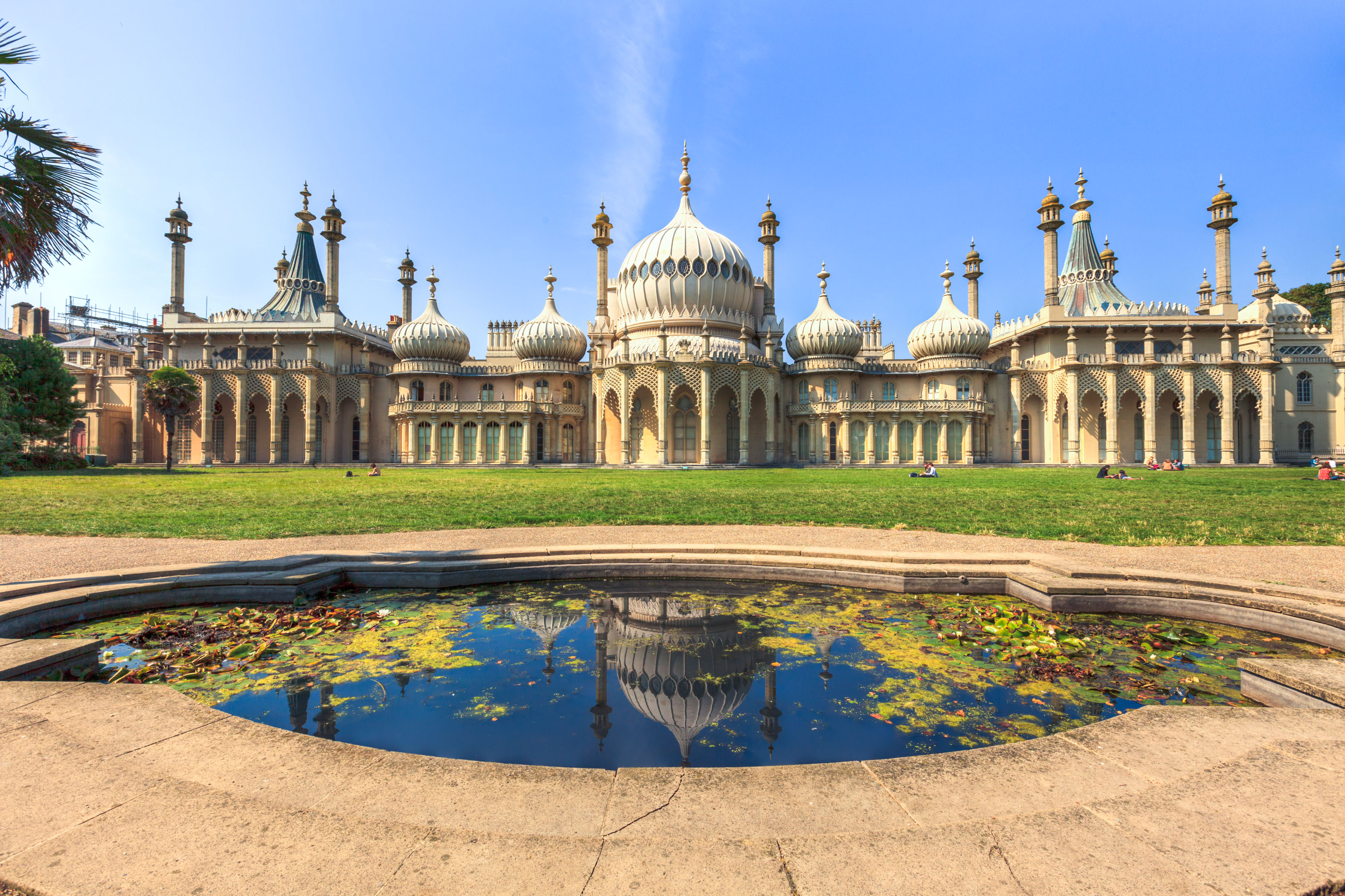
Der Royal Pavilion in Brighton

Der Prinz war bereits vor Beginn seiner Regentschaft Bauherr mehrerer neuer und stilbildender Gebäude gewesen und beauftragte wiederholt Umbauten an den von ihm bewohnten Palästen. Seine Bauaktivitäten waren eine der Ursachen für seine anhaltend hohen Schulden. Allein für den Bau des palastähnlichen Stalls für seine Pferde in Brighton, bei dem sich vierundvierzig Pferdeboxen ringförmig um einen Brunnen gruppieren, der wiederum von einer Kuppel überkrönt war, gab der damalige Prince of Wales über 54.000 Pfund aus. Der Royal Pavilion im aufstrebenden Seebad Brighton ist vermutlich das Bauwerk, das neben dem Buckingham-Palast am meisten mit ihm in Verbindung gebracht wird. Der Palast, der von John Nash schon zur Regentschaftszeit vollendet wurde, orientiert sich äußerlich an der Baukunst des Mogulreiches. Mit seiner überwiegend chinesisch inspirierten Inneneinrichtung galt er als einer der exotischsten Paläste Europas. Zu den von zahlreichen Besuchern teils bewunderten, teils wegen der luxuriösen Opulenz belächelten Besonderheiten des Palastes zählte unter anderem die zeltförmige Decke der Banketthalle, in deren Mitte ein großer silberner Drache eine riesige Gaslampe hielt. Von John Nash stammt auch die Planung des Regent’s Parks, der Regent Street und des Trafalgar Squares, die alle auf Veranlassung von Georg IV. entstanden.

### Mode

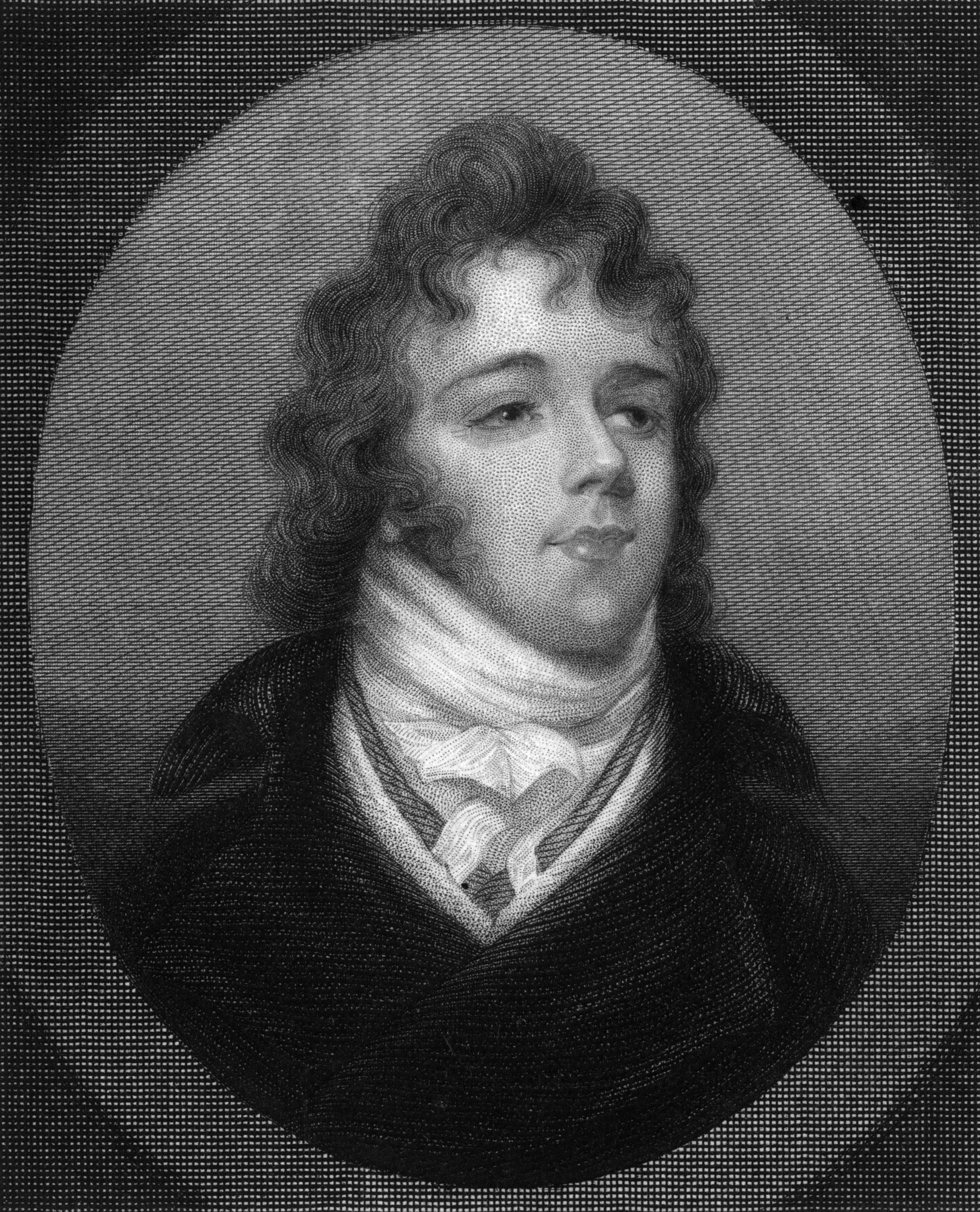
„Beau“ Brummell, der über Jahre zu den Vertrauten des Prinzregenten zählte

Zu den Vertrauten des Prinzregenten zählte „Beau“ Brummell, der bis heute als der Prototyp des Dandys gilt. Unter seinem Einfluss entwickelte sich eine ausgesprochen luxuriöse und farbenprächtige Männermode. Ein gut gekleideter Mann der Regency-Zeit zog sich am Tage mehrfach um und wählte die Form, in der er sein Halstuch trug, mit äußerstem Bedacht. Der Historiker Christopher Sinclair-Stevenson bezeichnete die von Georg IV. beeinflussten Jahre als die „finale Parade der Pfauen vor dem Beginn der Tristesse des Viktorianischen Zeitalters, in dem das Tragen lebhafter Farben den Militärs vorbehalten war“.
Georg IV. allerdings favorisierte mit zunehmendem Alter dunklere Farben, da diese seine Leibesfülle besser überspielten. Er bevorzugte außerdem die etwas loser sitzenden und damit für ihn vorteilhafteren langen Hosen gegenüber den bis dahin am Hofe üblichen Kniehosen. Auch seine Bereitwilligkeit, den Halstuchmoden von Beau Brummel zu folgen, wird darauf zurückgeführt, dass diese ihm halfen, sein Doppelkinn zu verbergen. Zu den modischen Neuerungen, die Georg IV. während seiner Kronprinzenzeit populär machte, zählt auch der Verzicht auf das Tragen gepuderter Perücken.

### Populärkultur
Bis heute findet man in Großbritannien zahlreiche Denkmäler, die an George IV. erinnern. Die meisten wurden während seiner Herrschaft errichtet. Zu den bekanntesten zählen die Reiterstandbilder auf dem Londoner Trafalgar Square, im Park von Windsor und vor dem Royal Pavilion in Brighton. In Edinburgh erinnert die von dem Architekten Thomas Hamilton entworfene und 1835 fertiggestellte George IV Bridge an seinen Besuch in Schottland.

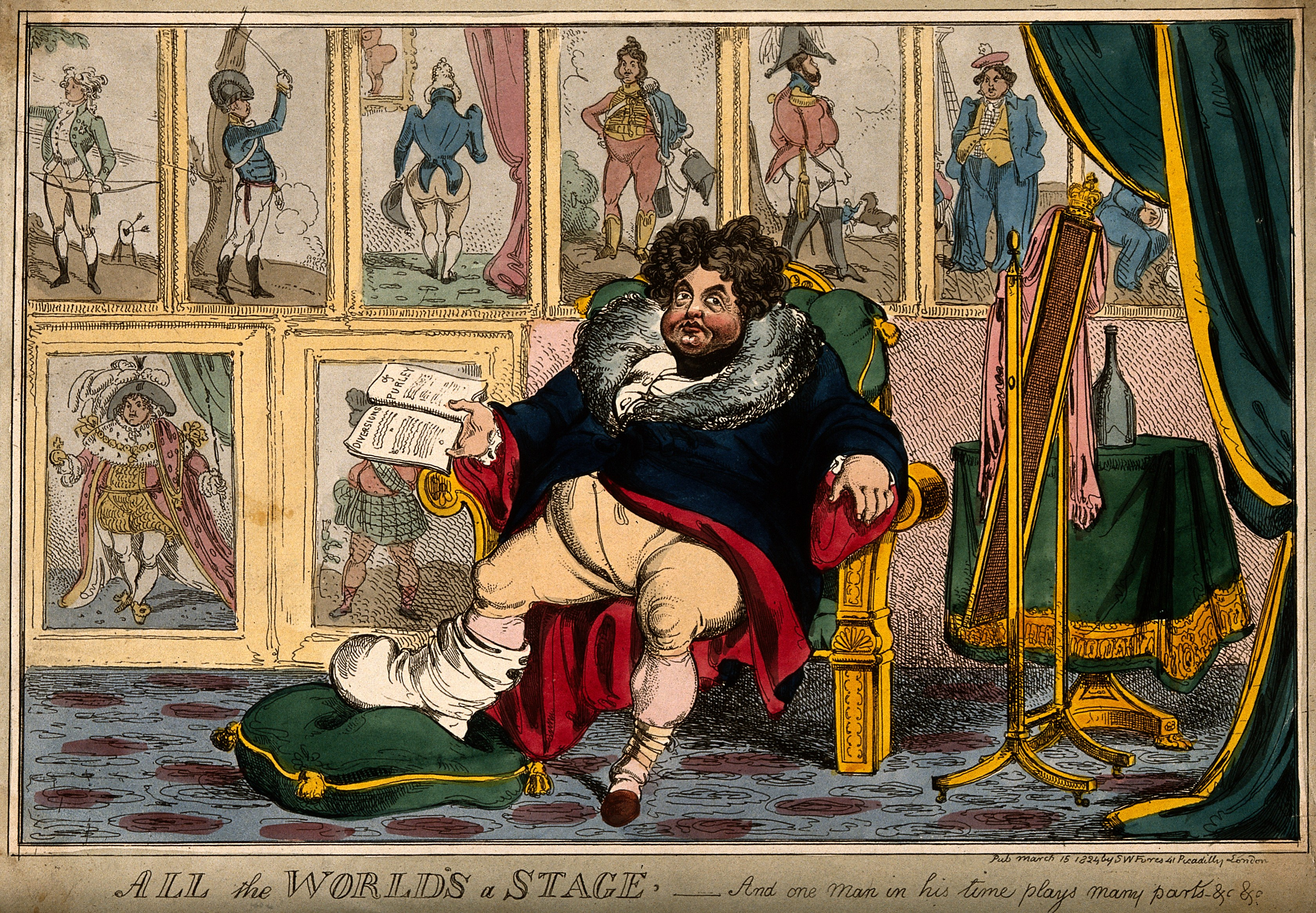
Karikatur auf den gichtigen König (von William Heath, 1824)

In Romanen, Fernsehserien und Filmen wird Georg IV. üblicherweise als extravagant, stumpfsinnig und unverantwortlich dargestellt. Die bekanntesten Beispiele sind die Darstellungen seiner Person durch Hugh Laurie in der Comedyserie Blackadder, durch Peter Ustinov im 1954 veröffentlichten Film Beau Brummell und durch Rupert Everett im Film The Madness of King George aus dem Jahre 1994. Dahingegen zeichnet die BBC-Serie Der Prinzregent aus dem Jahr 1979 und teilweise auch die Serie Taboo aus dem Jahr 2017 (dort verkörpert durch Mark Gatiss) ein differenzierteres Bild des Prince of Wales und entspricht damit eher dem oben erwähnten späteren Urteil des Herzogs von Wellington, indem er als äußerst kunstsinnig, begabt, voller Witz und Ironie, liebevoll und gutherzig gegenüber seinen Nächsten, aber auch starrsinnig und leicht beeinflussbar dargestellt wird. Der Fantasy-Roman Jonathan Strange & Mr Norrell von Susanna Clarke spielt vor dem Hintergrund der Napoleonischen Kriege und der Regentschaft Georg IV., wobei auch hier sein Lebensstil karikiert wird.

## Ahnentafel
| Ahnentafel König Georg IV.  | Ahnentafel König Georg IV.                                                                | Ahnentafel König Georg IV.                                                                                     | Ahnentafel König Georg IV.                                                                                              | Ahnentafel König Georg IV.                                                                                          | Ahnentafel König Georg IV.                                                                                              | Ahnentafel König Georg IV.                                                                                                  | Ahnentafel König Georg IV.                                                                                             | Ahnentafel König Georg IV.                                                                                             |
| --------------------------- | ----------------------------------------------------------------------------------------- | --- | --- | --- | --- | --- | --- | --- |
| Ururgroßeltern              | König Georg I. (1660–1727) ⚭ 1682 Sophie Dorothea von Braunschweig-Lüneburg (1666–1727)   | Markgraf Johann Friedrich von Brandenburg-Ansbach (1654–1686) ⚭ 1681 Eleonore von Sachsen-Eisenach (1662–1696) | Herzog Friedrich I. von Sachsen-Gotha-Altenburg (1645–1691) ⚭ 1669 Magdalena Sibylle von Sachsen-Weißenfels (1648–1681) | Fürst Karl Wilhelm von Anhalt-Zerbst (1652–1718) ⚭ 1676 Sophia von Sachsen-Weißenfels (1654–1724)                   | Herzog Adolf Friedrich I. von Mecklenburg (1588–1658) ⚭ 1635 Marie Katharina von Braunschweig-Dannenberg (1616–1665)    | Graf Christian Wilhelm von Schwarzburg-Sondershausen (1647–1721) ⚭ 1673 Antonie Sibylle von Barby und Mühlingen (1641–1684) | Herzog Ernst von Sachsen-Hildburghausen (1655–1715) ⚭ 1680 Sophia Henriette von Waldeck (1662–1702)                    | Graf Georg Ludwig I. von Erbach-Erbach (1643–1693) ⚭ 1664 Gräfin Amalia Katharina von Waldeck-Eisenberg (1640–1697)    |
| Urgroßeltern                | König Georg II. (1683–1760) ⚭ 1705 Caroline von Brandenburg-Ansbach (1683–1737)           | König Georg II. (1683–1760) ⚭ 1705 Caroline von Brandenburg-Ansbach (1683–1737)                                | Herzog Friedrich II. von Sachsen-Gotha-Altenburg (1676–1732) ⚭ 1696 Magdalena Augusta von Anhalt-Zerbst (1679–1740)     | Herzog Friedrich II. von Sachsen-Gotha-Altenburg (1676–1732) ⚭ 1696 Magdalena Augusta von Anhalt-Zerbst (1679–1740) | Herzog Adolf Friedrich II. von Mecklenburg-Strelitz (1658–1708) ⚭ 1705 Emilie von Schwarzburg-Sondershausen (1681–1751) | Herzog Adolf Friedrich II. von Mecklenburg-Strelitz (1658–1708) ⚭ 1705 Emilie von Schwarzburg-Sondershausen (1681–1751)     | Herzog Ernst Friedrich I. von Sachsen-Hildburghausen (1681–1724) ⚭ 1704 Sophia Albertine von Erbach-Erbach (1683–1742) | Herzog Ernst Friedrich I. von Sachsen-Hildburghausen (1681–1724) ⚭ 1704 Sophia Albertine von Erbach-Erbach (1683–1742) |
| Großeltern                  | Prinz Friedrich Ludwig (1707–1751) ⚭ 1736 Augusta von Sachsen-Gotha-Altenburg (1719–1772) | Prinz Friedrich Ludwig (1707–1751) ⚭ 1736 Augusta von Sachsen-Gotha-Altenburg (1719–1772)                      | Prinz Friedrich Ludwig (1707–1751) ⚭ 1736 Augusta von Sachsen-Gotha-Altenburg (1719–1772)                               | Prinz Friedrich Ludwig (1707–1751) ⚭ 1736 Augusta von Sachsen-Gotha-Altenburg (1719–1772)                           | Herzog Karl zu Mecklenburg (1708–1752) ⚭ 1735 Elisabeth Albertine von Sachsen-Hildburghausen (1713–1761)                | Herzog Karl zu Mecklenburg (1708–1752) ⚭ 1735 Elisabeth Albertine von Sachsen-Hildburghausen (1713–1761)                    | Herzog Karl zu Mecklenburg (1708–1752) ⚭ 1735 Elisabeth Albertine von Sachsen-Hildburghausen (1713–1761)               | Herzog Karl zu Mecklenburg (1708–1752) ⚭ 1735 Elisabeth Albertine von Sachsen-Hildburghausen (1713–1761)               |
| Eltern                      | König Georg III. (1738–1820) ⚭ 1761 Sophie Charlotte von Mecklenburg-Strelitz (1744–1818) | König Georg III. (1738–1820) ⚭ 1761 Sophie Charlotte von Mecklenburg-Strelitz (1744–1818)                      | König Georg III. (1738–1820) ⚭ 1761 Sophie Charlotte von Mecklenburg-Strelitz (1744–1818)                               | König Georg III. (1738–1820) ⚭ 1761 Sophie Charlotte von Mecklenburg-Strelitz (1744–1818)                           | König Georg III. (1738–1820) ⚭ 1761 Sophie Charlotte von Mecklenburg-Strelitz (1744–1818)                               | König Georg III. (1738–1820) ⚭ 1761 Sophie Charlotte von Mecklenburg-Strelitz (1744–1818)                                   | König Georg III. (1738–1820) ⚭ 1761 Sophie Charlotte von Mecklenburg-Strelitz (1744–1818)                              | König Georg III. (1738–1820) ⚭ 1761 Sophie Charlotte von Mecklenburg-Strelitz (1744–1818)                              |
| König Georg IV. (1762–1830) |                                                                                           | | | | | | | |

## Briefwechsel
- The Correspondence of George Prince of Wales 1770–1812, hrsg. von Arthur Aspinall, 8 Bände, London 1963–1971
  - Vol. 1: 1770–1789, London 1963 (Digitalisat)
  - Vol. 2: 1789–1794, London 1964
  - Vol. 3: 1795–1798, London 1965
  - Vol. 4: 1799–1804, London 1967 (Digitalisat)
  - Vol. 5: 1804–1806, London 1968
  - Vol. 6: 1806–1809, London 1969
  - Vol. 7: 1810–1811, London 1970
  - Vol. 8: 1811–1812, London 1971 (Digitalisat)

## Dokumentarfilm
- arte.tv: Georg IV. – Der Party-König (46 Min.) Teil 4 der vierteiligen Doku Britanniens deutsche Dynastie. (Verfügbar bis zum 31. August 2029)